# Situation Room (Foto)

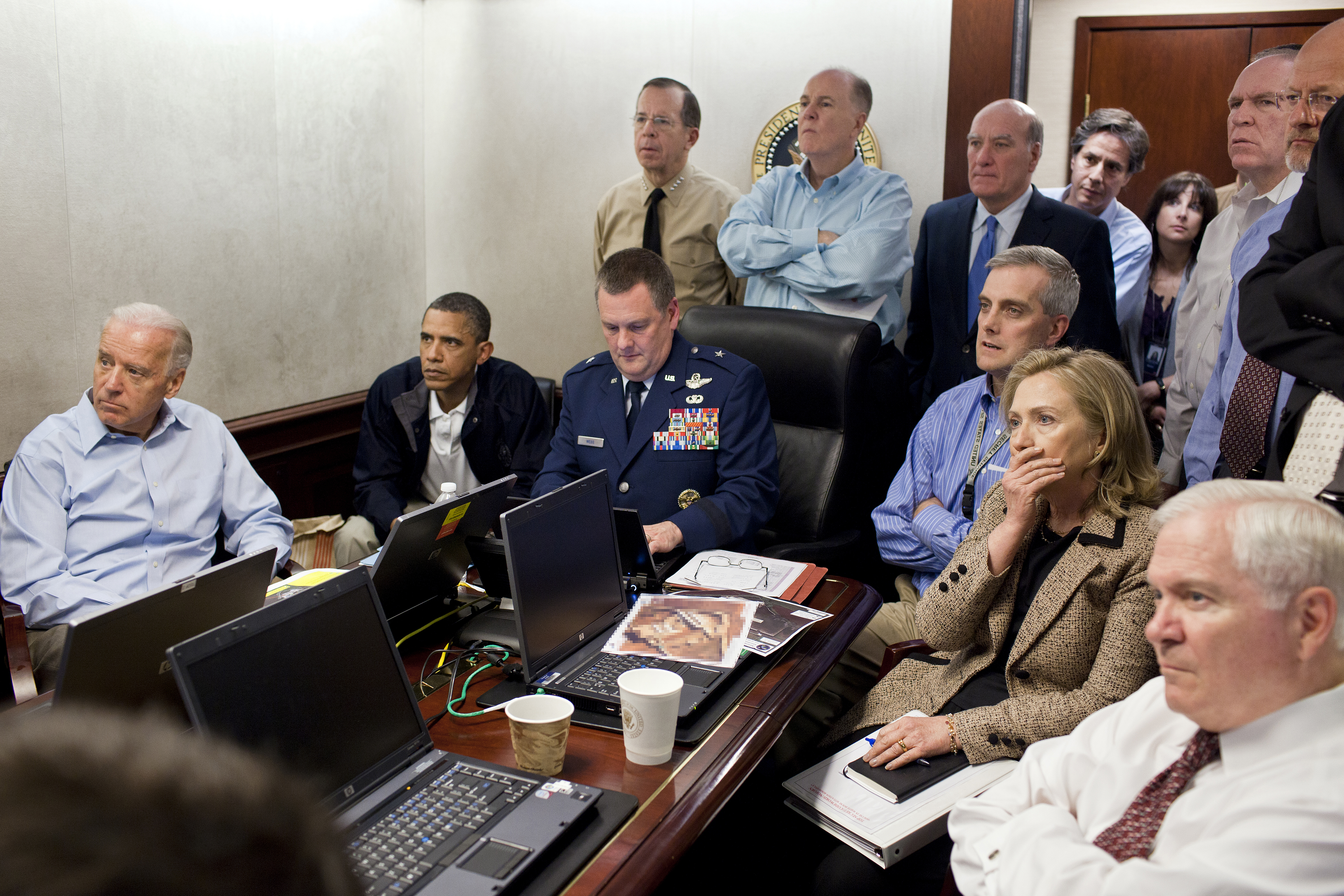
Situation Room

Situation Room (deutsch „Lagezentrum“) ist eine Fotografie, die von Pete Souza, dem Cheffotografen des Weißen Hauses, am 1. Mai 2011 um 16:05 Uhr (EDT) aufgenommen wurde. Sie zeigt den US-Präsidenten Barack Obama zusammen mit Mitgliedern seines nationalen Sicherheitsteams, darunter Vizepräsident Joe Biden und Außenministerin Hillary Clinton, in einem Besprechungsraum des namensgebenden White House Situation Rooms. Zum Zeitpunkt der Aufnahme wurden die anwesenden Personen über den Verlauf der Operation Neptune Spear informiert, bei der im pakistanischen Abbottabad Osama bin Laden, Gründer und Anführer des Terrornetzwerks al-Qaida, sowie vier weitere Personen von Mitgliedern der US-amerikanischen Spezialeinheit DEVGRU getötet wurden.
Das Foto wurde einen Tag nach der Aufnahme unter dem Namen P050111PS-0210 auf dem Imagehoster Flickr zusammen mit acht weiteren Fotos von Obama und anderen Regierungsmitgliedern veröffentlicht. In den nächsten Tagen erschien es in vielen Medien und wurde schnell in den Status einer Ikone erhoben. Da die US-Regierung entschied, keine Bilder des toten bin Laden zu veröffentlichen, wurde das Foto zum Sinnbild der Vorgänge der Operation Neptune Spear. Zahlreiche Journalisten und Wissenschaftler analysierten und kommentierten das Foto. Daneben griffen es Künstler in ihren Werken auf. Im Internet erschienen zahlreiche Parodien, das Foto wurde zum Internetphänomen.

## Hintergrund, Entstehung und Veröffentlichung

### Pete Souza und Obamas Bilderpolitik

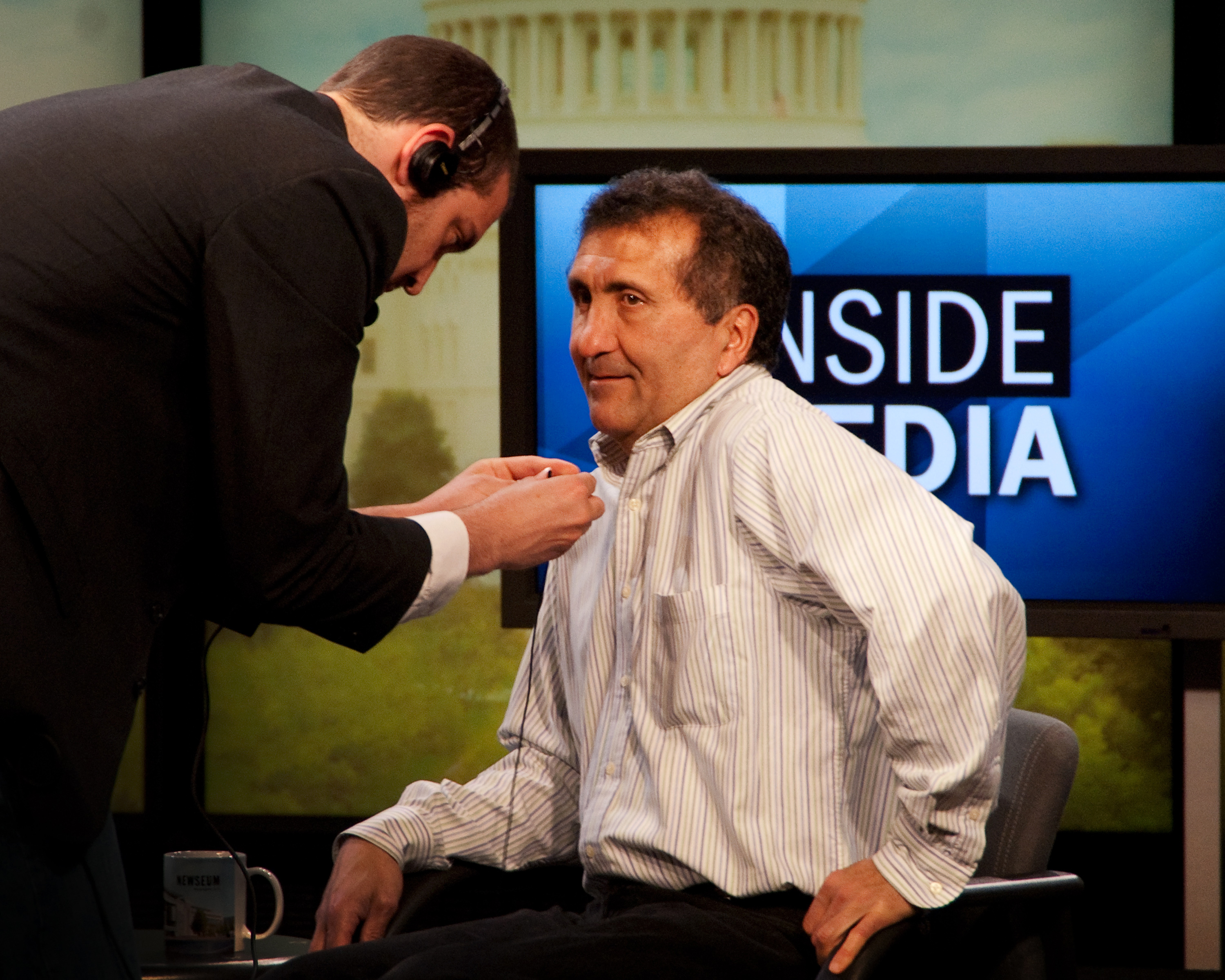
Pete Souza im Newseum, 2009

Pete Souza, der bereits zwischen 1983 und 1989 der Cheffotograf von US-Präsident Ronald Reagan war, lernte Barack Obama 2005 als neu gewählten Senator kennen und begann ab dieser Zeit, dessen Karriere fotografisch zu dokumentieren. So begleitete er ihn unter anderem auf Reisen in sieben verschiedene Länder. Im Juli 2008 veröffentlichte er den Bildband The Rise of Barack Obama, der zu einem Bestseller wurde. Das Titelblatt zeigt das wohl berühmteste Foto Souzas aus dieser Zeit, auf dem Obama leichtfüßig die Treppe zum Kapitol hinaufläuft.
Nach der Wahl zum US-Präsidenten machte Obama Souza zum Cheffotografen des Weißen Hauses. Als solcher schoss dieser am 13. Januar 2009 das erste offizielle Präsidentenporträt, das mit einer Digitalkamera erstellt wurde. Die Bilder, die Souza in den nächsten Jahren von Obama veröffentlichte, zeigen ihn nicht nur bei offiziellen Situationen als Präsident, sondern geben auch einen Einblick in das Familienleben der Obamas. Verbreitet wurden sie über soziale Medien wie Twitter und Facebook und vor allem über den Imagehoster Flickr. Dies unterschied Obama von seinen Vorgängern und führte zur Bezeichnung seiner Amtszeit als „Flickr-Präsidentschaft“.
Aus Sicht von Günther Haller erscheint Obama auf Souzas Fotos stets im bestmöglichen Licht. Dies rief die Kritik hervor, das Weiße Haus ersetze unabhängigen Fotojournalismus durch Propaganda, ein Vorwurf, der 2008 bereits gegen die Regierung von George W. Bush erhoben worden war. US-Medien sahen sich zunehmend von der Berichterstattung über relevante Themen ausgeschlossen. So kritisierte man unter anderem, dass der aufgrund von Formfehlern nachgeholte Amtseid Obamas nur von Souza dokumentiert wurde. Associated Press, die bedeutendste Nachrichtenagentur der USA, hatte Obamas Medienstrategie bereits während des Wahlkampfs 2008 als autokratisch kritisiert und war 2013 der Meinung, dass nie zuvor ein Präsident den Zugang für Medien so stark kontrolliert und limitiert habe. Die Chefredakteurin Kathleen Carroll riet deshalb Medien davon ab, die Veröffentlichung des Weißen Hauses kritiklos zu übernehmen. Im November 2013 gaben die Zeitschriften USA Today und The News Tribune bekannt, abgesehen von sehr speziellen Ausnahmefällen auf die Veröffentlichung von offiziellen Fotos des Weißen Hauses zu verzichten.

### Operation Neptune Spear
Osama bin Laden war der Gründer und Anführer des Terrornetzwerks al-Qaida. Als solcher wurde er unter anderem für die Terroranschläge auf die Botschaften der Vereinigten Staaten in Daressalam und Nairobi 1999 und die Terroranschläge am 11. September 2001 verantwortlich gemacht und stand ab 1999 auf der Liste der zehn meistgesuchten Flüchtigen des FBI. 2007 war für Hinweise, die zu seiner Ergreifung führen, ein Kopfgeld von 50 Millionen US-Dollar ausgesetzt worden.
Im August 2010 soll die CIA den Aufenthaltsort bin Ladens in einem Vorort der pakistanischen Stadt Abbottabad ermittelt haben. Am 28. April 2011 fand eine Lagebesprechung mit hochrangigen Regierungsmitgliedern statt, in der über eine militärische Operation entschieden werden sollte. Weil unklar blieb, ob bin Laden wirklich an dem ermittelten Ort zu finden sei, rieten einige Regierungsmitglieder Obama von der Aktion ab. So war Vizepräsident Joe Biden dafür, auf bessere Informationen zu warten, wohl aus Furcht davor, ein Fehlschlag könne Obama und damit auch ihn eine zweite Amtszeit kosten. Verteidigungsminister Robert Gates erinnerte an die gescheiterte Operation Eagle Claw, in der 1980 die 52 Geiseln im Iran befreit werden sollten und die eine große Blamage für die USA war. Deshalb plädierte er dafür, bin Laden mit einer Drohne zu töten. Eine starke Befürworterin der Operation war Außenministerin Hillary Clinton, die entscheidend dazu beigetragen haben soll, dass Obama den Angriff auf das Anwesen bin Ladens für den 1. Mai anordnete. Er sollte durch Spezialeinheiten der Navy Seals durchgeführt werden.

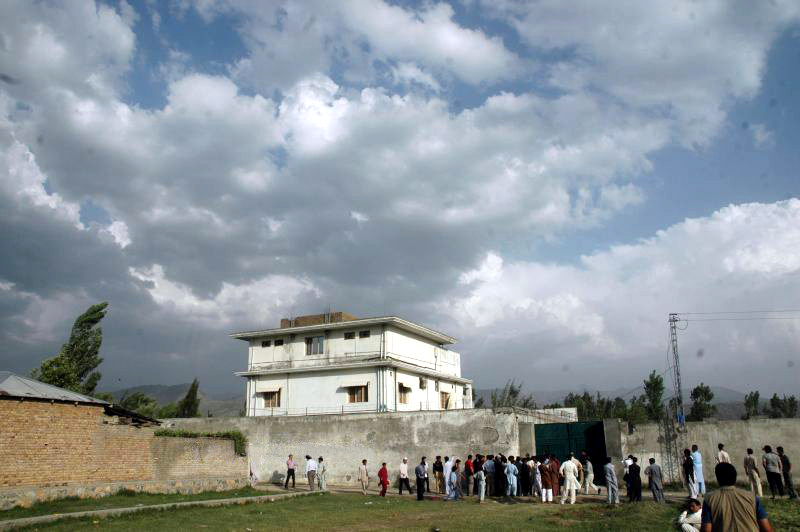
Anwesen von Osama bin Laden in Abbottabad, aufgenommen am 4. Mai 2011

Über den genauen zeitlichen Ablauf der Operation gibt es verschiedene Angaben. Die im Folgenden angegebenen Uhrzeiten beruhen auf der Recherche von Günther Haller, der seine Informationen aus verschiedenen Publikationen zu den Vorgängen bezieht. Die Angaben von Michael Kauppert, die auf der Dokumentation Targeting Bin Laden des History Channels von 2011 beruhen, sind dagegen um circa 30 Minuten nach vorn verschoben. Am 1. Mai gegen 23:30 Uhr pakistanischer Zeit starteten auf dem Flughafen des afghanischen Dschalalabad zwei mit Tarnkappentechnik ausgestattete Black-Hawk-Hubschrauber mit 23 Elitesoldaten der Spezialeinheit DEVGRU, einem Dolmetscher und einem Hund an Bord. Begleitet wurden sie von zwei oder drei Chinook-Hubschraubern zur Versorgung mit Treibstoff und möglicher militärischer Unterstützung. Diese landeten nach etwa zwei Dritteln des Weges in der Wüste. Gegen 01:00 Uhr erreichten die beiden Black Hawks das Anwesen bin Ladens. Der ursprüngliche Plan war es, Soldaten sowohl auf dem Dach des Anwesens als auch auf dem Grundstück abzusetzen und das Gebäude von zwei Seiten zu stürmen. Er scheiterte jedoch, da einer der Hubschrauber in Turbulenzen geriet und abstürzte. Die Soldaten blieben dabei unverletzt. Der andere Hubschrauber landete danach vor dem Anwesen. Die Soldaten sprengten sich den Weg frei und stürmten in zwei Gruppen aufgeteilt das Anwesen. In einem Nebengebäude kam es zu einem kurzen Feuergefecht, bei dem Abu Ahmad al-Kuwaiti, ein Kurier und persönlicher Vertrauter bin Ladens, sowie dessen Ehefrau getötet wurden. Im Hauptgebäude erschossen die amerikanischen Truppen zunächst einen Bruder al-Kuwaitis und einen Sohn bin Ladens, bevor sie im dritten Stock auf bin Laden trafen und ihn mit zwei Schüssen töteten. Bin Laden starb gegen 01:15 Uhr Ortszeit, was 16:15 Uhr Washingtoner Zeit entsprach. Zur Frage, ob er sich gewehrt hatte, gab es verschiedene Aussagen. Während es zunächst aus dem Pentagon hieß, bin Laden habe auf die Soldaten geschossen, wurde dies später korrigiert. Nun hieß es, er sei unbewaffnet gewesen, habe aber Widerstand geleistet. In seinem Buch No Easy Day stellte ein an der Operation beteiligter Soldat es jedoch so dar, dass bin Laden gezielt getötet wurde, ohne eine Chance gehabt zu haben, sich zu wehren. Nach der Tötung bin Ladens sprengten die Soldaten den abgestürzten Helikopter, um zu verhindern, dass die Technik in fremde Hände geriet, und kehrten zur Militärbasis in Afghanistan zurück. Bin Ladens Leiche wurde zu einem Schiff der US-Navy gebracht und im Meer bestattet.

### Im Situation Room
Während in Pakistan die Operation Neptune Spear ablief, befand sich Barack Obama mit Mitgliedern seines Sicherheitsteams im sogenannten Small Conference Room des Situation Rooms, einem aus mehreren Räumen bestehenden Komplex im Westflügel des Weißen Hauses. Dort erhielten sie Informationen aus zwei verschiedenen Quellen. Admiral William McRaven berichtete aus Afghanistan, Leon Panetta, der Chef der CIA, aus der CIA-Zentrale in Langley. Die Personen im Situation Room sollen das Geschehen dabei sowohl über Audio- als auch Videoübertragungen verfolgt haben können. Was sie dabei genau zu sehen bekamen, ist nicht geklärt und Gegenstand von Spekulationen. So soll es laut Panetta kurz nach der Landung der Soldaten und noch vor der Erstürmung des Anwesens zu einem 20- bis 25-minütigen Ausfall der Übertragung gekommen sein. Ob dabei nur die Helmkamera eines Soldaten oder die Übertragung einer Draufsicht durch eine Drohne ausfiel, ist unklar. In einem Interview mit CBS äußerte Obama, dass sie nur die Vorgänge außerhalb des Anwesens beobachten konnten. Außerdem sollen sie Gewehrfeuer gehört und Blitze gesehen haben.
Mit im Raum war der Fotograf Pete Souza. Laut eigener Aussage befand er sich in einer Ecke, in der er sich aufgrund der Vielzahl von Personen im engen Raum kaum bewegen konnte. Von dort aus habe er fast alle der etwa hundert Fotos geschossen, die in diesem Raum entstanden seien. Was die Personen im Raum zum Zeitpunkt der Aufnahme des Fotos Situation Room gerade sahen, ist nicht vollständig geklärt. Viele Medien gingen kurz nach der Veröffentlichung des Fotos davon aus, dass sie die Tötung bin Ladens beobachtet hatten. In einem auf NBC veröffentlichten Interview von Brian Williams mit unter anderem Obama, Clinton und Biden erklärten diese allerdings, dass sie den Absturz des Helikopters gesehen hatten. Dies stimmt zeitlich mit der Recherche von Günther Haller überein. Aufgrund seiner abweichenden Angaben zum zeitlichen Ablauf der Militäroperation geht Michael Kauppert davon aus, dass die Personen wahrscheinlich die Sprengung des abgestürzten Helikopters beobachtet hatten.

### Veröffentlichung
Um 23:35 Uhr trat Obama vor die Kameras und informierte die Fernsehzuschauer über den Tod des al-Qaida-Chefs. Zeitgleich wurde der Anfang seiner Rede auf dem Twitter-Account des Präsidenten veröffentlicht. Am nächsten Tag, dem 2. Mai, um 13:00 Uhr Washingtoner Zeit wurde Situation Room auf dem Imagehoster Flickr unter dem Namen P050111PS-0210 hochgeladen. Noch am selben Tag wurde es gemäß den Angaben von Flickr durch eine andere Version ersetzt. Kurze Zeit später erschien es auch auf der Website des Weißen Hauses unter dem Titel Photo of the Day (deutsch: Foto des Tages). Die Bildunterschrift lautete an beiden Orten:

“President Barack Obama and Vice President Joe Biden, along with members of the national security team, receive an update on the mission against Osama bin Laden in the Situation Room of the White House, May 1, 2011.”

„Präsident Barack Obama und Vizepräsident Joe Biden erhalten im Beisein von Mitgliedern des Nationalen Sicherheitsteams ein Update zur Mission gegen Osama bin Laden im Situation Room des Weißen Hauses, 1. Mai 2011.“

Danach folgen eine Aufzählung der weiteren anwesenden Personen sowie der Hinweis, dass ein als geheim eingestuftes Dokument unkenntlich gemacht wurde. Da das Foto von einem Angestellten der Bundesregierung der USA in Ausübung seiner Pflicht erstellt wurde, ist es in den Vereinigten Staaten gemeinfrei. Gemäß den mitveröffentlichten EXIF-Daten (Metadaten des Bildes) wurde das Foto mit einer Canon EOS 5D Mark II aufgenommen. Bei der Aufnahme wurde kein Blitzlicht verwendet, die Brennweite betrug 35 Millimeter, die Belichtungsdauer eine Hundertstelsekunde und die Blendenzahl 3,5. Eine Bildbearbeitung mit Adobe Photoshop in der Version CS6 für Macintosh war vorgenommen worden. Die Bildauflösung beträgt 4.096 × 2.731 Pixel. Neben Situation Room wurden acht weitere Fotos zu den Vorgängen im Weißen Haus im Zusammenhang mit der Tötung Osama bin Ladens veröffentlicht. Sie zeigen Besprechungen Obamas mit seinem Team, die Vorbereitung der öffentlichen Bekanntgabe des Todes bin Ladens sowie die Bekanntgabe selbst. Gemäß der fortlaufenden Zählung in den Namen der Fotografien wurden die neun Aufnahmen aus über 800 Fotos ausgewählt, die Souza am 1. Mai geschossen hatte. Am 30. Dezember 2011 erschienen auf dem offiziellen Flickr-Fotostream des Weißen Hauses weitere Bilder vom 1. Mai. Die erste Aufnahme zeigt Obama bei der Vorbereitung seiner Ansprache zum Tod bin Ladens zusammen mit Joe Biden und dem Pressesprecher des Weißen Hauses Jay Carney. Das zweite Bild ist eine Collage von neun Fotos, die Obama und sein Team bei Besprechungen zeigen. Abgesehen von einem Ausschnitt des ersten Fotos der am 2. Mai veröffentlichten Serie hatte man alle Fotos der Collage vorher nicht veröffentlicht.
Die US-Regierung verzichtete darauf, Fotos des toten bin Laden zu veröffentlichen. Begründet wurde dies damit, dass sie zu Propagandazwecken missbraucht werden könnten und damit eine Gefahr für die nationale Sicherheit darstellten. Diese Entscheidung wurde von verschiedenen Seiten kritisiert. So forderte die ehemalige republikanische Vizepräsidentschaftskandidatin Sarah Palin die Veröffentlichung der Bilder zur Abschreckung anderer Feinde der USA. Andere, wie die Senatoren Susan Collins und Joe Lieberman, sahen in der Veröffentlichung die Möglichkeit, letzte Zweifel am Tod bin Ladens auszuräumen. Die Organisation Judicial Watch klagte sogar unter Berufung auf den Freedom of Information Act auf Freigabe der Fotos. Die Klage hatte keinen Erfolg, da auch die Gerichte der Meinung waren, dass die Nichtveröffentlichung im Interesse der nationalen Sicherheit sei. Im Zuge der Klage wurde bekannt, dass William McRaven, der Leiter der militärischen Operation, bereits kurz nach der Tötung bin Ladens alle Beteiligten dazu aufgefordert hatte, Fotos zu vernichten oder abzugeben.

## Beschreibung und Einzelanalyse

Foto mit Informationen zu den einzelnen Personen

Das Foto zeigt 13 identifizierbare Personen. Sechs von ihnen sitzen an einem Tisch, die sieben anderen stehen dahinter. Am Tisch sitzen von links nach rechts Vizepräsident Joe Biden, Präsident Barack Obama, Brigadier General Marshall B. Webb von der United States Air Force, der Stellvertretende Sicherheitsberater Denis McDonough, Außenministerin Hillary Clinton und Verteidigungsminister Robert Gates. Die stehenden Personen sind von links nach rechts der Vorsitzende des Generalstabs Admiral Michael Mullen, der Nationale Sicherheitsberater Thomas E. Donilon, der Stabschef des Weißen Hauses William M. Daley, der Nationale Sicherheitsberater des Vizepräsidenten Tony Blinken, die Direktorin für Terrorbekämpfung des Nationalen Sicherheitsrats Audrey Tomason, der Antiterror-Berater des Präsidenten John O. Brennan und der Direktor der nationalen Geheimdienste James R. Clapper.
Neben diesen 13 Personen sind Ausschnitte von drei weiteren Personen erkennbar. Im Bild unten links sieht man einen Hinterkopf, rechts hinter Audrey Tomason eine Schulter (aufgrund der Kleidung und Größe einer vermutlich männlichen Person) und am rechten Bildrand erkennt man die verschränkten Arme und den unteren Teil der gelben Krawatte eines Mannes. Bei ihm soll es sich um einen Mitarbeiter der CIA handeln, der wesentlich zur Ergreifung bin Ladens beigetragen haben soll und wegen der Geheimhaltung seiner Identität in den Medien nur mit seinem Mittelnamen John benannt wurde.
Bis auf Marshall B. Webb blicken alle Personen, deren Gesicht zu sehen ist, auf einen Punkt, der links vom Betrachter liegt. An der in ihrer Blickrichtung liegenden Wand befinden sich zwei Bildschirme sowie darüber mehrere Digitaluhren, die verschiedene Zonenzeiten anzeigen.
In den rechteckigen Tisch aus poliertem Mahagoni ist eine intarsierte Goldleiste eingelassen. Dadurch wirkt er hochwertig. In seiner Mitte ist eine Kabelführungsleiste angebracht, an die technische Geräte angeschlossen werden können. Auf dem Tisch stehen vier baugleiche aufgeklappte Laptops von Hewlett-Packard an den Plätzen, die Joe Biden, seinem rechten Sitznachbarn (nicht im Bild), Hillary Clinton und Robert Gates zuzuordnen sind. Auf den beiden sichtbaren Displays ist nichts zu sehen. Ein weiterer Laptop, der von den anderen in seiner Form abweicht, steht vor Marshall B. Webb, der ihn zum Zeitpunkt der Aufnahme bedient. Zwischen den Laptops von Gates und Clinton stehen zwei unterschiedliche Pappbecher, von denen der größere das Siegel des US-Präsidenten zeigt. Auf Clintons Laptop liegen zwei Dokumente, von denen das obere unkenntlich gemacht wurde. An der rechten hinteren Ecke des Tisches liegen Aktenordner, darauf eine Tabellenkopie und eine aufgeklappte Brille. Wem diese Brille gehört, ist nicht eindeutig festzustellen, sowohl Denis McDonough als auch Marshall B. Webb kommen in Frage. Außerdem steht auf dem Tisch vor Obama eine Plastikflasche mit weißem Schraubverschluss. Zwischen Biden und Obama steht auf dem Boden eine Papiertasche, eine sogenannte burn bag, in der geheime Dokumente gesammelt und nach der Nutzung verbrannt werden.
Zwar ist die Lichtquelle auf dem Foto nicht erkennbar, man kann aber anhand der Lichtsammlungen davon ausgehen, dass sie an der Decke angebracht ist. An der im Hintergrund zu sehenden geschlossenen Tür gibt es vermutlich eine weitere Lichtquelle, da Tony Blinken und Audrey Tomason von oben beleuchtet werden.

### Hillary Clinton – Die Emotionale

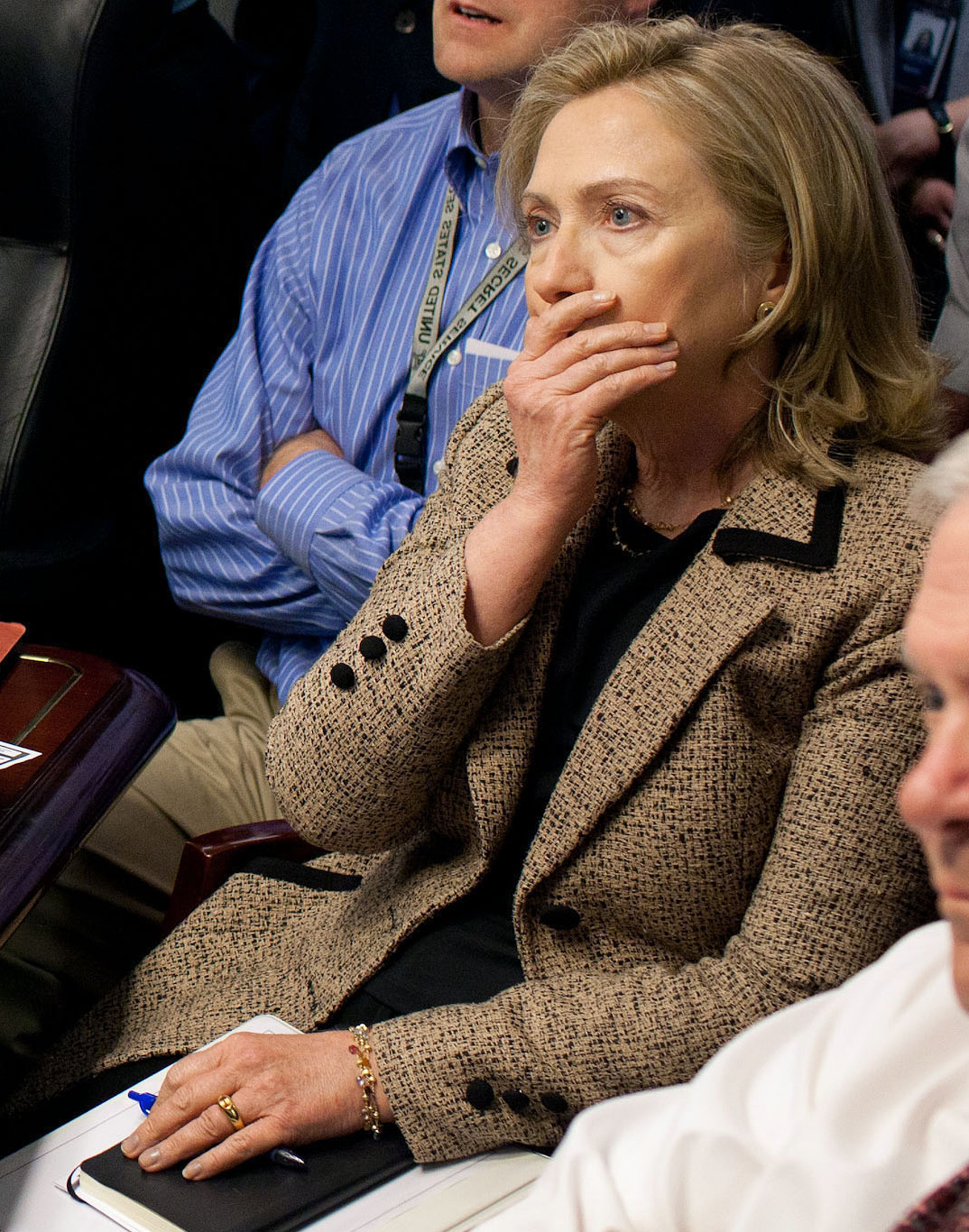
Hillary Clinton im Situation Room

Eine zentrale Rolle in der medialen und wissenschaftlichen Diskussion um das Foto spielt die Außenministerin Hillary Clinton: Sie befindet sich in dem Teil des Fotos mit der größten Schärfentiefe, wodurch jede Wimper, jede Falte und sogar die Spiegelung der Monitore in ihren Augen zu erkennen sind. Sie ist neben der nur klein im Hintergrund zu sehenden Audrey Tomason die einzige Frau im Raum und zeigt als einzige Person ihre Hände ganz. Diese führen zwei gegensätzliche Gesten aus. Die linke Hand, an der ein Armband und ihr Ehering zu sehen sind, hält einen Stift und liegt ruhig auf einem schwarzen Notizbuch, das selbst auf einem auf ihrem Schoß befindlichen Aktenordner liegt. Auf diesem Aktenordner steht „Top Secret Codeword NOFORN“ und „For use in White House Situation Room only“ (deutsch: „Nur für die Nutzung im Situation Room des Weißen Hauses bestimmt“). NOFORN steht dabei für „Not for release to foreign nationals“ (deutsch: „Keine Weitergabe an ausländische Staatsbürger“).
Ihre rechte Hand hat Clinton zum Gesicht geführt und bedeckt damit ihren Mund. Die Geste spielt in Analysen und Kommentaren zu Clintons Erscheinung die größte Rolle. Dies zeigt sich exemplarisch am Titel des interdisziplinären Workshops Hillarys Hand. Zur politischen Ikonografie der Gegenwart, der im November 2011 an der Universität Hildesheim veranstaltet wurde und aus dessen Beiträgen 2014 ein gleichnamiger Sammelband hervorging. Die kurz nach der Veröffentlichung des Fotos erschienenen Medienkommentare beschrieben die Geste als entsetzt, schockiert, ängstlich, besorgt und angespannt. Clinton erklärte jedoch auf einer Pressekonferenz in Rom am 5. Mai, dass sie sich zwar nicht mehr genau an den Moment der Aufnahme erinnern könne, die Geste aber vermutlich in einem allergischen Niesen oder Husten begründet sei. Viele Medien bezweifelten diese Erklärung und vermuteten, Clinton wolle verhindern, dass ihre Emotionen als Schwäche ausgelegt würden. So kommentierte Miriam Meckel am 6. Mai bei Spiegel Online ironisch, es könne alles gewesen sein, „ein Schnupfen, ein Husten, ein Beinbruch, wenn notwendig, nur bloß kein Gefühl“. Die Befürchtungen scheinen nicht unbegründet gewesen zu sein. So warf ihr 2013 der rechtskonservative Radiomoderator und Aktivist Bryan Fischer vor, im Situation Room im Gegensatz zu den Männern panisch geworden zu sein (englisch: „freaked out“), und erklärte, dass er eine solche Person nicht als Präsidentin sehen wolle.
Die Kommentare zu Clintons rechter Hand sind vielfältig. In einer am 7. Mai in der New York Times veröffentlichten Analyse bezeichnete Ken Johnson dieses Bilddetail als punctum, ein von dem französischen Philosophen Roland Barthes in seinem Essay Die helle Kammer eingeführter Begriff. Barthes beschreibt es als ein Element, das „wie ein Pfeil aus dem Zusammenhang hervorschießt, um mich zu durchbohren“. Michael Diers bezeichnet Clinton als „Pathosgestalt“ des Bildes. Ihre Geste, die er mit den Worten des Kunsthistorikers Aby Warburg einen „Superlativ der Gebärdensprache“ nennt, sei eine entscheidende Orientierungshilfe bei der Bewertung des Bildes. Ohne sie wäre das Foto deutlich weniger aussagekräftig. Auch Michael Schuster sieht in Clintons Erschrecken den innerbildlichen Beleg für die Tötung bin Ladens. In Boris Traues Augen erscheint Clinton durch ihre Geste so, als ob sie vor ihrer eigenen Härte, zu der sie durch die Taten anderer gezwungen wurde, zurückschrecke. Damit greife die Fotografie das „Erschrecken vor der eigenen Tat“ auf, eine klassische Pathosformel der Malerei.
Verschiedene Analysen beschreiben auch politische Absichten, die hinter der Veröffentlichung der Fotografie mit dieser Geste Clintons stecken könnten. So sehen mehrere Kommentatoren die Möglichkeit, dass das Foto gezielt veröffentlicht wurde, um Clinton, die Obama als schwach und zögerlich bezeichnet und im Gegensatz zu ihm die Irak-Invasion gebilligt hatte, nun ihrerseits als schwach und schreckhaft darzustellen und ihr damit zu schaden. Andere sehen in der Geste eine Möglichkeit, Empathie und Menschlichkeit auszudrücken. So befreie sie aus Sicht von Ulrike Pilarczyk alle, die an der Entscheidung zur Tötung bin Ladens beteiligt waren, vom „Stigma der Erbarmungslosigkeit“. Susann Neuenfeldt sieht in der Geste eine Vermittlung zwischen dem US-amerikanischen Demokratieversprechen mit dem Recht auf einen fairen Prozess einerseits und der Auge-um-Auge-Politik im Antiterrorkampf der USA andererseits. Damit stehe sie ganz im Dienst des Demokratie-Mythos der Vereinigten Staaten.

### Barack Obama – Der Unauffällige

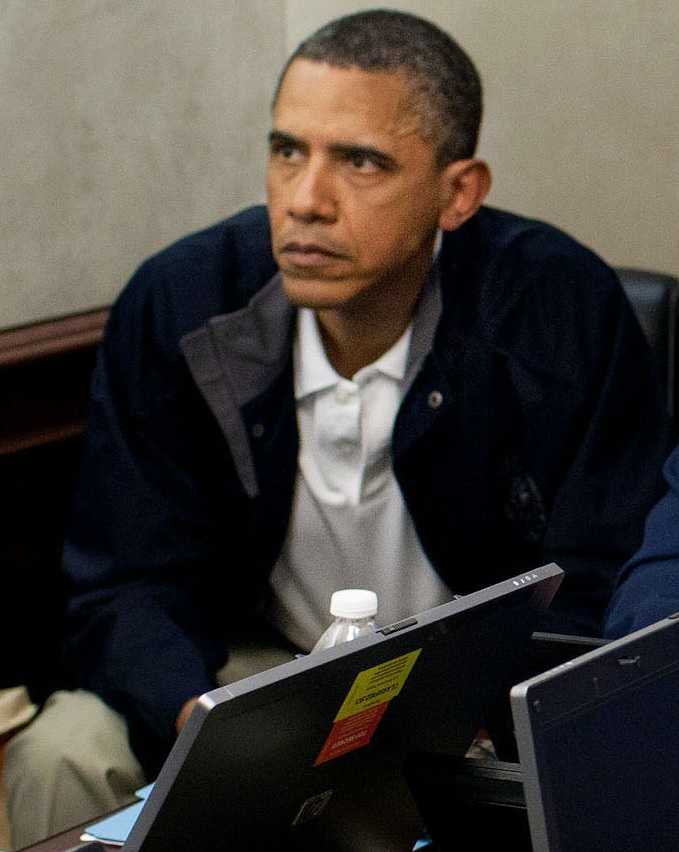
Barack Obama im Situation Room

Barack Obama ist als US-Präsident die ranghöchste Person im Raum. Diese hohe Stellung drückt die Fotografie jedoch nicht aus. So richten sich keine der möglichen Fokussierungen der Komposition auf ihn, wenngleich er durch die verstärkten Lichtreflexe in der Raumecke, die auf sein angestrengtes Gesicht fallen, eine gewisse Aura erhält. Er sitzt nicht auf dem Chefsessel, sondern in einer Ecke im Raum. Laut Pete Souza bot Marshall B. Webb Obama den Chefsessel an, als dieser den Raum betrat. Da Webb in diesem Moment über seinen Laptop mit William H. McRaven kommunizierte, soll Obama darauf verzichtet und sich stattdessen auf einen Klappstuhl gesetzt haben. Durch seine gebückte Haltung erscheint der körperlich große Obama deutlich kleiner, als er ist. Dadurch wirkt er für Aglaja Przyborski „auffällig unauffällig“. Andere Kommentatoren stellen heraus, dass ein unwissender Betrachter vermutlich nicht Obama für den Präsidenten auf dem Bild halten würde. Durch diese Erscheinung präsentiere sich Obama als bescheidener und uneitler Präsident, dem es um die Sache statt um sein eigenes Image gehe. Dies unterscheide ihn stark von vielen seiner Vorgänger, die sich häufig als Alphatiere darstellten. Stattdessen erscheine Obama auf dem Foto als Teamplayer, den die Meinungen seiner Berater interessierten und der bereit sei, Aufgaben nach Kompetenzen zu delegieren. Das Foto zeige damit insbesondere den Unterschied zwischen der öffentlichen Präsentation von Obama und seinem direkten Vorgänger George W. Bush. Während letzterer seine Männlichkeit häufig übermäßig betont habe, sei Obama in seiner Rhetorik und seinem Habitus deutlich gemäßigter und selbstreflektierender aufgetreten und habe damit eine intelligentere, weniger vereinfachende Form der öffentlichen Männlichkeit vertreten.
Zur Mimik und Körperhaltung Obamas gibt es verschiedene Meinungen. Während Aglaja Przyborski sein Gesicht als beobachtend und neutral beschreibt, wirkt er auf andere sehr angespannt. So weist Ulrike Pilarczyk darauf hin, dass über seinem Kinn eine Querfalte zu sehen ist, die dort auf Fotos sonst fast nie sichtbar sei und auf eine starke Anspannung hindeute. Auf Martin Schuster wirkt Obama so, als ob er kurz davor sei, aufzuspringen und einzugreifen. Auch für Roswitha Breckner wirkt er im Vergleich zu den anderen Männern auf dem Bild deutlich angespannter und emotional involvierter. Durch seine kleinere und unschärfere Darstellung erscheine seine Betroffenheit jedoch zurückgesetzt, während die von Hillary Clinton betont würde. Statt seiner für ihn typischen fröhlichen und optimistischen Haltung zeige Obama sich in diesem Bild defensiv und offenbare durch die hochgezogenen Schultern Anzeichen von Furcht. Auf Boris Traue wirkt er „zurückgezogen in die Tiefe eines nachdenklichen Selbst“. Für Gerhard Schweppenhäuser strahlt Obamas Sitzhaltung dagegen neben Konzentriertheit auch eine lässige Souveränität aus. Sein Gesicht zeige durch die leicht heruntergezogenen Augenbrauen aber auch Anzeichen von Ernst und Skepsis.
Auch Obamas Kleidung sticht heraus. Er trägt einen Sportblazer von Nike und darunter ein Poloshirt und ist damit sportlicher gekleidet als die anderen anwesenden Personen. Obama hatte am Morgen des 1. Mai auf dem Luftwaffenstützpunkt Andrews Golf gespielt und die dabei getragene Kleidung nach seiner Rückkehr ins Weiße Haus anbehalten. Gemäß einer Untersuchung von offiziellen Fotos des Präsidenten durch Ulrike Pilarczyk ist dieser Kleidungsstil für ihn eher ungewöhnlich. Auf den wenigen Aufnahmen, die ihn so zeigen, wird Obama entweder als volksnah inszeniert oder fernab von Repräsentation als jemand, der seinen Job macht. Deshalb entstehe durch die Kleidung ein assoziativer Bezug zu Volksnähe und Normalität. Zudem erscheint für Horst Bredekamp durch die Kleiderwahl Obamas das Ereignis als „eine von jedem Inszenierungsdruck freie, innere Notwendigkeit“. Susana Barreiro Pérez, Marcel Wolfgang Lemmes und Stephan Ueffing räumen ein, dass ein unbefangener Betrachter in der Kleidung Obamas und dem Kontrast zu dem neben ihm in Uniform sitzenden General Webb ein Symbol für den Machtverlust der Politik in Sicherheitsfragen gegenüber dem Militär sehen könnte. Auf der anderen Seite könne man sie als ein imagewahrendes Symbol für Obamas progressive politische Agenda und seine Dialog suchende Politik mit den Staaten des Mittleren Ostens verstehen. Die durch das Bild vordergründig vermittelte Überordnung der handelnden Militärs über die beobachtende Politik spiegelt sich in Umfragen, nach denen die Bevölkerung entgegen der Faktenlage dem Militär und nicht dem Präsidenten die ausschlaggebende Rolle bei der Operation zuschreibt.
Von Gegnern Obamas wurde die Verschwörungstheorie aufgebracht, Obama sei gar nicht im Situation Room anwesend gewesen und erst später in das Foto eingefügt worden. Als Hinweise auf eine solche Manipulation galten ihnen unter anderem die geringe Kopfgröße Obamas, seine Freizeitkleidung und seine leicht von den anderen abweichende Blickrichtung. Auftrieb erhielten diese Spekulationen 2013 durch ein Interview von Reggie Love, einem engen Vertrauten Obamas, der behauptete, während des Angriffs mit Obama, dem Fotografen Souza sowie Obamas Mitarbeiter Marvin Nicholson 15 Partien Spades gespielt zu haben. Diese Aussagen wurden vom Weißen Haus nicht dementiert. Allerdings gab Love keine konkrete Zeit an. Dadurch ist es möglich, dass mit dem Kartenspiel nur die Zeit bis zur eindeutigen Identifizierung bin Ladens überbrückt wurde.

### Marshall B. Webb – Der Handelnde

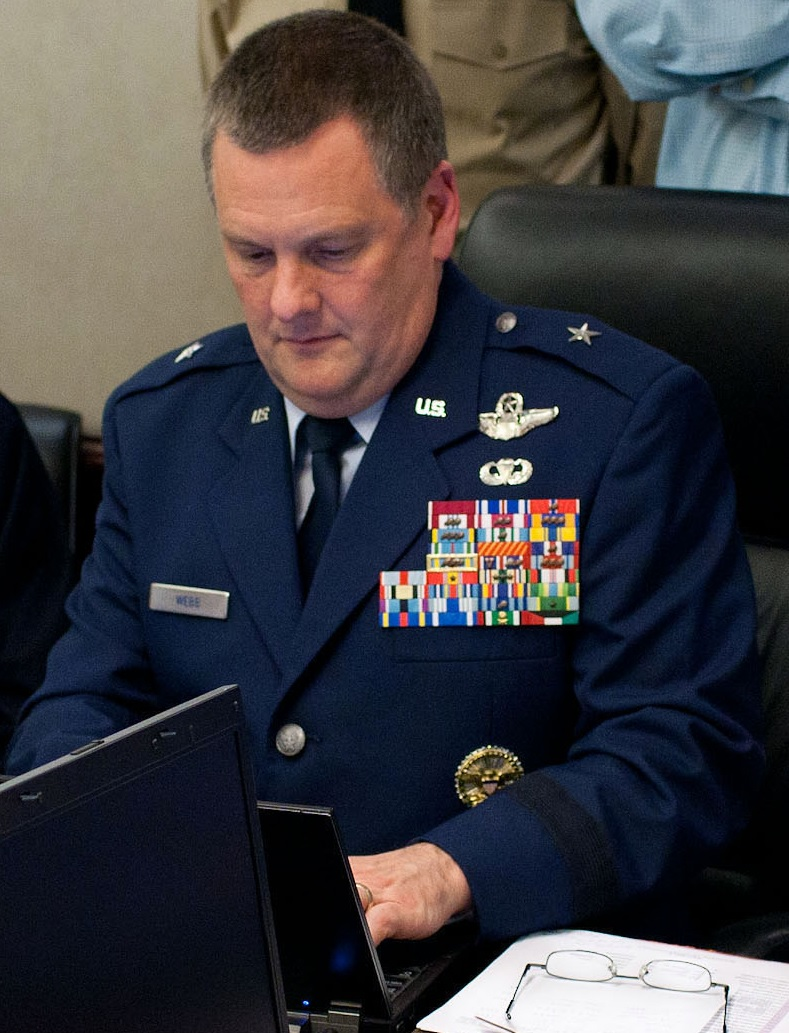
Marshall B. Webb im Situation Room

Brigadier General Marshall B. Webb war zur Zeit der Aufnahme stellvertretender Kommandierender General des United States Joint Special Operations Command. Er hebt sich auf verschiedene Weise von den restlichen Personen auf dem Foto ab. Er ist der Einzige, der eine vollständige Uniform trägt (Michael Mullen trägt nur ein Uniformhemd). Zudem folgt sein Blick nicht den Blicken der anderen Personen. Stattdessen blickt er auf den vor ihm stehenden Laptop, der sich von den anderen vier Laptops in der Form unterscheidet. Das Gerät ist weniger hoch, aber breiter. Des Weiteren ist er neben Hillary Clinton der Einzige, der seine Hand zeigt. Er bedient damit die Tastatur seines Laptops, wodurch er als einziger Handelnder und nicht nur Zuschauer ist. Durch diese handelnde Involviertheit und seinen konzentrierten, emotional distanzierten Blick bilde er einen Kontrast zu Hillary Clinton, die emotional, aber nicht handelnd am Geschehen beteiligt ist. Darüber hinaus wird Webb durch seine Positionierung auf dem Foto herausgehoben. Er sitzt an der Stirnseite des Tisches auf dem größten Stuhl. Außerdem liegt das geometrische Zentrum des Bildes exakt an der Stelle von Webbs linker Brust, auf der zahlreiche Ordensspangen zu sehen sind. Insgesamt ist er also viel auffälliger als Barack Obama. So nahmen unter einer von Ulrike Pilarczyk befragten Gruppe von Studenten die Männer der Gruppe meist Webb als Ersten wahr, während der Blick der Frauen zunächst meist auf die Geste von Hillary Clinton fiel. Diese herausgehobene Stellung Webbs wirft für Roswitha Breckner die Frage auf, wer in der Situation die Handelnden und wer die Zuschauer waren.
Über die konkrete Handlung, die Webb während der Aufnahme vollführte, gibt es unterschiedliche Vermutungen. Ulrich Oevermann hält aufgrund des breiten Formats des Laptopbildschirms eine Übertragungsregie für möglich, während Horst Bredekamp vermutet, dass Webb Kontakt zum Ort der Mission hält. Für Susann Neuenfeldt erscheint Webb als Schaltstelle, die die Militäraktion per Tastendruck leitet. Webb selbst hat eine Kommentierung seiner Rolle während der Mission bzw. seiner Gedanken während der Videoübertragung gegenüber Journalisten mehrfach abgelehnt.

### Audrey Tomason – Die Unbekannte

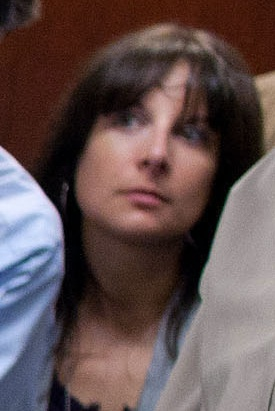
Audrey Tomason im Situation Room

Besondere Aufmerksamkeit in den Medien erfuhr neben Obama und Clinton auch Audrey Tomason, die die erkennbar jüngste Person auf dem Foto ist. Von herausragender Besonderheit war, dass ihr Name bis dahin auch den Medien unbekannt war. Dies war Thema unter anderem in der Washington Post und der Daily Mail. Die auf Flickr veröffentlichte Bildunterschrift beschrieb Tomason als Director for Counterterrorism, also als Direktorin der Terrorismusbekämpfung. Auf Anfrage der Website The Daily Beast gab das Pressebüro des Weißen Hauses bekannt, dass sie für den Nationalen Sicherheitsrat arbeitet. Der Sprecher des Sicherheitsrats Tommy Vietor bestätigte das. Vietor versuchte später Tomasons Bedeutung herunterzuspielen. So schrieb er in einer E-Mail an den Atlantic, dass mindestens ein halbes Dutzend weitere Personen mit einem ähnlichen Profil wie Tomason in unmittelbarer Umgebung anwesend gewesen sei, als das Foto geschossen wurde. Es gebe also nichts Geheimnisvolles an ihr. Die Berichte über ihre Person führten dazu, dass in der englischsprachigen Wikipedia ein Artikel über sie angelegt wurde, der inzwischen gelöscht ist.
In der Bildanalyse spielt Tomason eine besondere Rolle. Zwar ist sie durch die vor ihr stehenden Männer teilweise verdeckt und nimmt von allen erkennbaren Personen die kleinste Fläche auf dem Foto ein. Allerdings steht sie im Fluchtpunkt, da die entlang der Tischkante und der Vertäfelung verlaufenden Fluchtlinien sich genau in ihrem Gesicht treffen. Dadurch werde sie hervorgehoben und sei somit genau wie Clinton sowohl versteckt als auch fokussiert.

### Die anderen Personen
Im Vergleich zu Clinton, Obama, Webb und Tomason wurde in journalistischen und wissenschaftlichen Analysen den restlichen abgebildeten Personen deutlich weniger Aufmerksamkeit gewidmet. Ihre Erscheinung wird meist als einheitlich beschrieben. Die Beschreibungen reichen von angespannt beobachtend und entschlossen abwartend über kontrolliert, versteinert und gefühllos bis zu kalt, unberührt und undurchdringlich. Durch ihre ablehnende Körperhaltung und die teilweise verschränkten Arme wirken sie auf Susann Neuenfeldt als direkte Nachbilder des Kalten Kriegs. Der Gesichtsausdruck von Denis McDonough, der hinter Clinton sitzt, weicht davon etwas ab. Durch seinen leicht geöffneten Mund wirke er sichtlich mitgenommen. Die das Foto links und rechts rahmenden Biden und Gates werden beide als gelassen beschrieben.
Auffällig ist, dass die Männer ihre Hände vor der Kamera verborgen halten. Laut Martin Schuster lässt sich diese Geste so deuten, dass sie nichts mit der Operation zu tun haben und ihre Hände in Unschuld waschen. Michael Diers vermutet stattdessen, dass sie damit Anzeichen seelischer Erschütterung vermeiden wollten und sich in das für sie vorgesehene Rollenklischee einfügen.

### Unkenntlich gemachtes Dokument

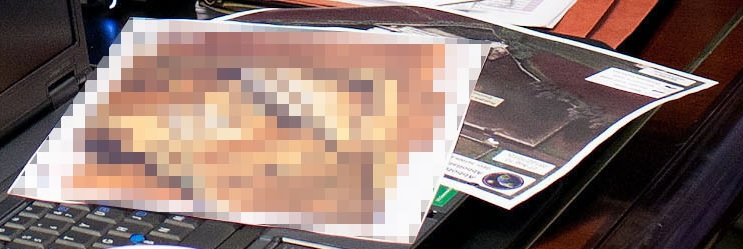
Die Dokumente auf dem Laptop vor Hillary Clinton

Auf der Tastatur des vor Hillary Clinton stehenden Laptops befinden sich zwei Dokumente. Das obere der beiden wurde durch Verpixelung unkenntlich gemacht, worauf auch die Bildunterschrift auf Flickr hinweist. Das darunter liegende Dokument ist allerdings deutlich erkennbar. Auf ihm ist neben dem Wappen der National Geospatial-Intelligence Agency eine SAR-Aufnahme des nordwestlichen Teils von bin Ladens Anwesen zu erkennen. Mithilfe des SAR-Abtastverfahrens ist es möglich, auch bei Nacht und durch Wolken Satellitenaufnahmen zu machen. Vor Joe Biden ist der kleine Ausschnitt eines Dokuments zu sehen, das dem Dokument vor Clinton ähnelt.
Durch Verkleinerung des verpixelten Dokuments und einen Vergleich mit Satellitenaufnahmen von bin Ladens Anwesen konnte es mit hoher Wahrscheinlichkeit als eine Tageslichtaufnahme des Anwesens identifiziert werden. Laut eigenen Angaben hatte Souza die CIA darum gebeten, das Dokument von der Geheimhaltung auszunehmen, um das Foto unverändert veröffentlichen zu können. Dies sei aber von der CIA abgelehnt worden.
In verschiedenen Analysen wurde das unkenntlich gemachte Dokument als ein Authentizität steigerndes Detail wahrgenommen. Es erwecke den Eindruck, der Fotograf hätte zufällig ein hochbrisantes Dokument fotografiert, und trage somit zum Schnappschusscharakter der Fotografie bei. Allerdings wird auch eine mögliche Inszenierung in Betracht gezogen. So erscheint es Ruth Ayaß als unwahrscheinlich, dass ein so geheimes Dokument offen auf dem Tisch liegt. Auch die leicht entschlüsselbare Verpixelung sieht sie als Hinweis auf eine Inszenierung. Ähnlich sieht es Ulrike Pilarczyk und führt daneben die Tatsache an, dass in anderen Medien Luftaufnahmen von bin Ladens Anwesen veröffentlicht wurden. Als Grund für eine mögliche Inszenierung sehen Ayaß und Pilarczyk die Schaffung eines Beleges dafür, dass die Fotografie wirklich mit der Mission gegen Osama bin Laden zusammenhängt. So seien sie die einzigen innerbildlichen Hinweise auf Osama bin Laden. Pilarczyk sieht darüber hinaus die Möglichkeit, dass die Aufnahmen zur Präsentation der Leistungsfähigkeit der amerikanischen Spionagesatelliten dienen und damit die enormen Ausgaben vor den amerikanischen Steuerzahlern rechtfertigen sollen.

## Gesamtanalyse

### Elliptisches Bild des Verbergens und der Abwesenheit
Wegen der gemeinsamen Blickrichtung des Großteils der Personen und des daraus entstehenden Fluchtpunktes außerhalb des Bildes wird Situation Room in mehreren Analysen als elliptisches Bild beschrieben, das erst vollständig werde, wenn man es durch eigene Vorstellungen ergänze. Dadurch erzeuge das Foto Spannung. Jürgen Raab sieht Ähnlichkeiten mit dem sogenannten Reaction shot, einer bei Filmen üblichen Einstellung, der die Reaktion einer oder mehrerer Personen auf ein Ereignis zeigt, das außerhalb der Einstellung liegt. Während sich in diesen Einstellungen aber für gewöhnlich die Mimik und Gestik der einzelnen Personen gegenseitig bestätigten, seien in Situation Room ganz unterschiedliche Reaktionen auf das Gesehene zu erkennen.
Neben dem Fluchtpunkt außerhalb des Bildes sieht Ulrike Pilarczyk einige weitere Elemente, die den Akt des Verbergens zu einem Thema der Fotografie machen. So zeigen die sichtbaren Laptopdisplays nichts an. Ein großer Teil der Personen verbirgt die Hände oder deren Sichtbarkeit wird durch die Kameraeinstellung verhindert. Diese Kameraeinstellung sorgt auch dafür, dass die Identität von drei sichtbaren Personen nicht festgestellt werden kann. Clintons rechte Hand verbirgt ihren Mund. Das Präsidentensiegel an der Wand wird durch Thomas E. Donilon verdeckt. Zudem stehen das verpixelte Dokument und die burn bag zwischen Biden und Obama im Zusammenhang mit diesem Thema.
Ruth Ayaß bezeichnet das Foto als „Bild der Abwesenheit“. Neben den bereits von Pilarczyk genannten Elementen führen sie zwei weitere Dinge zu dieser Einschätzung. Zum einen zeichne sich die Fotografie durch ihre weitgehende Emotionslosigkeit aus. Zum anderen fehle auf ihr die Darstellung der Tötung bin Ladens und der vier anderen Personen sowie die Darstellung der Toten selbst.

### Propagandabild

Siegel des US-Präsidenten mit dem Wahlspruch E pluribus unum

Der Soziologe Boris Traue klassifiziert Situation Room als Propaganda im Sinne ihrer Definition durch Talcott Parsons als nicht-rationale Beeinflussung der Bevölkerung. Einige mögliche Ziele dieser Beeinflussung wurden bereits in den Einzelanalysen von Barack Obama und Hillary Clinton dargelegt. Als ein weiteres mögliches Ziel führen verschiedene Analysen die moralische und demokratische Legitimation der völkerrechtlich und rechtsstaatlich umstrittenen Tötung bin Ladens an. So erscheinen für Ulrike Pilarczyk die abgebildeten Personen als „normale“ Leute ohne Allüren, die durch Kaffeebecher und Plastikflasche repräsentierte, normale Bedürfnisse haben. Zudem sei ihre Zusammensetzung aus Männern und Frauen sowie eines Vertreters einer Minderheit die politisch korrekte Vorstellung vom amerikanischen Volk. Auf dem Bild erscheine also der politische Souverän, das Volk, zusammengerückt in der Stunde der Not und warte auf den Vollzug der eigenen Entscheidung, wodurch die militärische Mission demokratisch legitimiert werden solle. Für Roswitha Breckner versuche das Foto darüber hinaus durch Gesten des Skrupels und der Zurückhaltung diese Mission moralisch als legitim erscheinen zu lassen. Auch für Jürgen Raab legitimiert die Fotografie diese und zukünftige irrationale Gewalthandlungen und zeige, dass die Gemeinschaft trotz der unterschiedlichen Reaktionen auf die Gewalt nicht auseinanderbreche. Damit repräsentiere sie den Spruch E pluribus unum (deutsch etwa: Aus vielen eines), der Teil des Präsidentensiegels ist, das auf dem Foto teilweise zu sehen ist. Für Ulrich Oevermann wird mit dem Foto die nach Genugtuung dürstende Rache der USA als ein berechtigtes Interesse der Völkergemeinschaft dargestellt.
Ronan McKinney sieht in Situation Room ein Gegenbild zu den Bildern der Anschläge vom 11. September 2001. Diese Anschläge hatten die Vorstellung der USA als totale Weltmacht als Illusion entlarvt. Das Foto versuche, diese Vorstellung wiederherzustellen und dabei auch die Erinnerung der Öffentlichkeit an die Anschläge zu verändern. Waren die Ereignisse bisher als traumatisch in Erinnerung, erlaube das Foto, sie nun als eine zwar tragische, aber auch beruhigende Geschichte umzudeuten, in der das „Monster“ am Ende besiegt wurde. Liam Kennedy weist darauf hin, dass Obama selbst die Verbindung zwischen Situation Room und den Bildern des 11. Septembers 2001 in seiner Bekanntgabe der Tötung bin Ladens hergestellt hatte. Darin wies Obama unter anderem darauf hin, dass die Amerikaner sich den Kampf nicht ausgesucht hätten, beschwor eine neue nationale Einheit herauf und stellte klar, dass durch die Tötung Gerechtigkeit hergestellt worden sei. Damit habe er zum einen den Mythos der „Erlösung durch Gewalt“ (englisch: „redemption through violence“) bedient, zum anderen einen neuen Amerikanischen Exzeptionalismus befördert. In Zusammenhang mit dieser Rede verspreche das Foto das teilweise Ende der von den Anschlägen des 11. Septembers ausgegangenen Gewalt.
In Ermangelung von Bildern des getöteten bin Ladens ist Situation Room zum Symbol für die Tötung des al-Qaida-Führers geworden. Verschiedene Analysen behandeln die Frage, ob und wie das Foto diese Tötung belegt. Ulrike Pilarczyk sieht die Beweiskraft des Fotos als prekär an. So gebe es im Bild weder einen Hinweis darauf, wie dramatisch die abgebildete Situation wirklich war, noch dass das Foto überhaupt am 1. Mai 2011 aufgenommen worden sei. Andere Kommentatoren weisen darauf hin, dass der Beleg der Ereignisse im Foto nur indirekt erfolge. Statt das Ereignis selbst zu bezeugen, sehe der Betrachter nur die Zeugenschaft anderer, womit ihm eine vermittelte Zeugenschaft zukomme. Susana Barreiro Pérez, Marcel Wolfgang Lemmes und Stephan Ueffing sehen das Foto dadurch als Beispiel für das vom Anthropologen Allen Feldman eingeführte Konzept des actuarial gaze (deutsch etwa: „Blick des Risikoexperten“, abgeleitet von Aktuar). Dieses Konzept beschreibt eine kulturpolitische Agenda, die unter anderem das Wissen und die Prognosen von Experten hervorhebt und gleichzeitig die Erfahrungen des Einzelnen marginalisiert. So zeige das Foto deren typisches Merkmal, dass Rezipienten die Bewertung von Ereignissen nicht selber vornehmen, sondern an Institutionen, in diesem Fall die US-Regierung, abgeben.
Eine propagandistische Intention des Fotos wirft auch die Frage einer möglichen Inszenierung auf. Neben dem bereits angesprochenen verpixelten Dokument sehen sowohl Ulrich Oevermann als auch Susana Barreiro Pérez, Marcel Wolfgang Lemmes und Stephan Ueffing weitere Anzeichen für eine solche Inszenierung. So sei die helle Beleuchtung des Raums für die Verfolgung einer Übertragung auf einem Bildschirm eher hinderlich. Außerdem sei die Anordnung der Personen so günstig, dass fast jede Person gut zu erkennen sei, was eher an gestellte Gruppenfotos erinnere. Oevermann weist im Besonderen darauf hin, dass die vorne rechts sitzenden Gates und Clinton V-förmig vom Tisch abgerückt sind. Dies scheint für eine bessere Sicht der hinteren Personen auf die Bildschirme nicht vonnöten zu sein, ermöglicht es aber, die Gesichter von Gates, Clinton und McDonough zu erkennen. Diese beiden Punkte sind für Oevermann jedoch kaum politisch motiviert, sondern seien eher auf pragmatische Bedingungen für eine spätere Veröffentlichung des Fotos zurückzuführen. Im Gegensatz dazu spreche aber auch Clintons Geste, die sich im Bereich höchster Schärfe des Bildes befindet, für eine mögliche Inszenierung. Es sei nicht auszuschließen, dass es sich dabei um eine gespielte Reaktion handle. Gegen eine Inszenierung des Fotos spreche neben der Krisenhaftigkeit der Situation auch die zu erkennende starke emotionale Beteiligung der meisten Anwesenden, die sonst nur durch eine sehr gute schauspielerische Leistung möglich sei.

### Kriegsfotografie
In Kriegsfotografien war es lange Zeit üblich, kämpfende, leidende oder sterbende Menschen abzubilden. Beispiele dafür sind The Falling Soldier von Robert Capa aus dem Spanischen Bürgerkrieg und The Terror of War von Nick Út aus dem Vietnamkrieg. Seit dem Irakkrieg ist die Berichterstattung über Kriege der Vereinigten Staaten aber vor allem von sogenannten Embedded Reporting geprägt, bei dem Fotografen und Journalisten direkt einer Kampfeinheit zugewiesen werden und von deren Einsätzen berichten. Dies habe auch zu einer veränderten Darstellung der Opfer in Kriegsfotografien geführt. So werde der Philosophin Judith Butler zufolge eingeschränkt, „was und wie wir sehen“ und festgelegt, „was als Realität zu gelten hat: was in welchem Umfang überhaupt als existent wahrgenommen wird.“ Da zum einen Pete Souza Teil der auf Situation Room dargestellten Gruppe sei und zum anderen auf dem Foto auch die Opfer des Krieges fehlten, sieht Ruth Ayaß das Foto als ein Beispiel für diese neue Strategie der Kriegsberichterstattung an. Bei solchen Fotos, die Ayaß als „Kriegsfotografien ohne Krieg“ bezeichnet, werde durch die Abwesenheit von Leid versucht, das Aufkommen von Mitleid mit den Opfern zu verhindern.

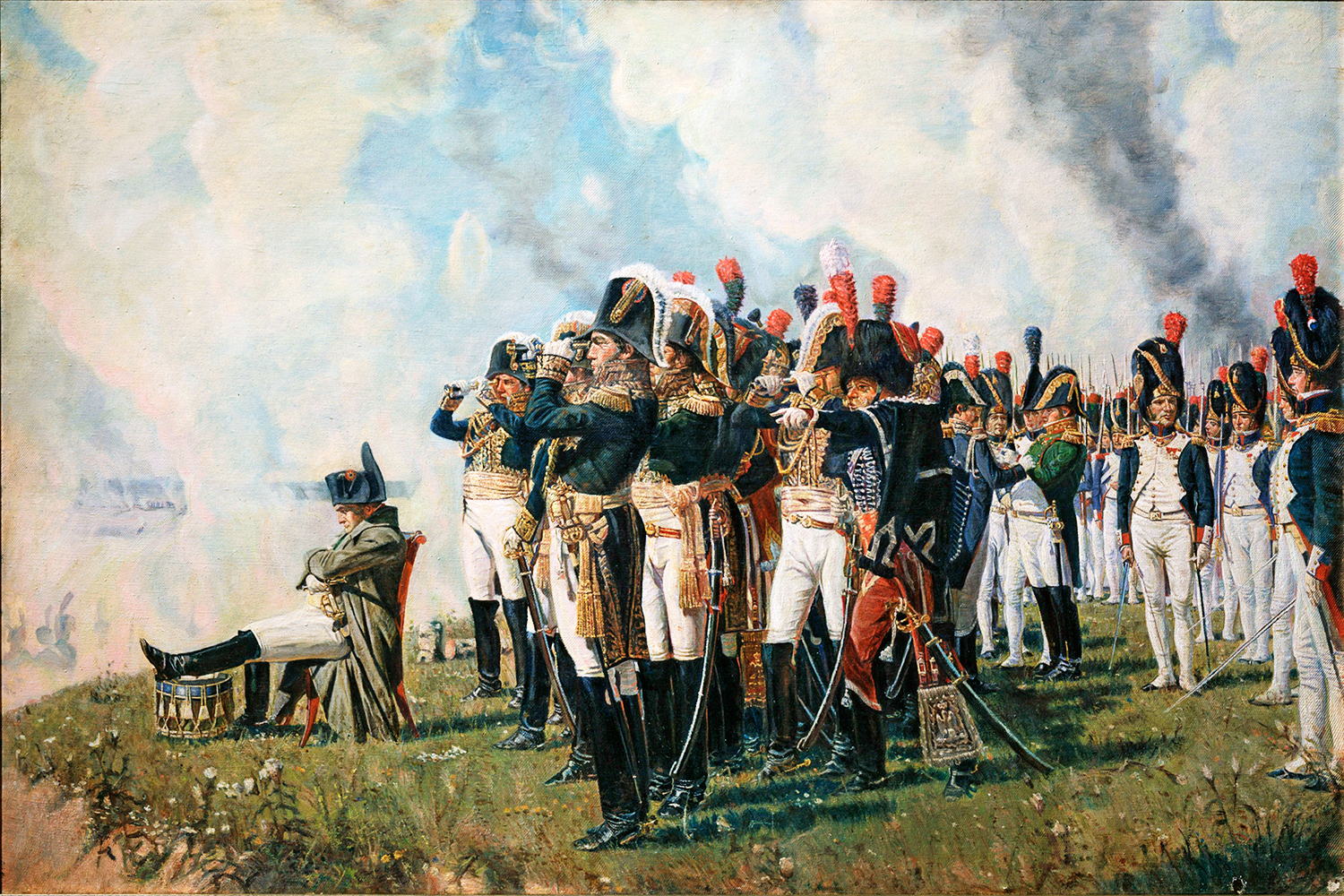
Napoleon beobachtet die Schlacht bei Borodino. Gemälde von Wassili Wereschtschagin (1897).

Auf der anderen Seite weist Susann Neuenfeldt darauf hin, dass Situation Room mit dem Feldherrenportrait ein klassisches Genre der westlichen Kunst aufgreift. Auf diesen Bildern wird der Feldherr entweder direkt in der Schlacht während des Kampfes gezeigt, wie Alexander der Große auf dem sogenannten Alexandermosaik, oder bei der Betrachtung der Schlacht von dem Pferd aus oder auf einem Hügel, wie Napoleon Bonaparte in den Gemälden, die die Napoleonischen Kriege zeigen. Durch die Entwicklungen der Kriegstechnik im 20. und 21. Jahrhundert entfernten sich die Feldherren immer weiter von der Schlacht, bis sie von ihr vollkommen isoliert wurden. Dies schlug sich auch in den Abbildungen des Krieges nieder, aus der die Feldherren meist verschwanden und beispielsweise durch kämpfende Soldaten oder tote Feinde ersetzt wurden. In Situation Room kehren gemäß Neuenfeldt die Feldherren nun wieder auf die Kriegsfotografie zurück, „um sich mit eigenen Augen das tödliche Finale ihrer Kriegspolitik anzusehen.“ Das Foto unterscheide sich allerdings von klassischen Kriegsfotografien und erinnere vielmehr an eine Hinrichtungsszene, bei der die Tötung von den Zuschauern im Zuschauerraum beobachtet werde. Da die Situation dem Alltag von Drohnenpiloten ähnelt, die von daheim aus tödliche Einsätze auf anderen Kontinenten durchführen, sieht Hans-Arthur Marsiske in dem Foto ein Symbol für eine deutlich veränderte Kriegsführung, bei der Militärroboter eine bedeutende Rolle spielen.

### Gleichstellung von Frauen und Afroamerikanern
In einem drei Tage nach dem Bild auf der Website von CNN veröffentlichten Artikel lässt der Journalist John Blake verschiedene Kommentatoren zu Wort kommen und kommt zu dem Schluss, das Bild zeige, wie sich die Einstellung der USA zu Frauen und Afroamerikanern ändern würde. So seien gemäß der Bloggerin Cheryl Contee schwarze Männer in der Geschichte der USA bisher oft als Bedrohung für die Sicherheit dargestellt worden. Das Bild zeige mit Obama nun einen Schwarzen als „obersten Beschützer“ (englisch „protector in chief“) und sei damit ein guter Schritt zur Veränderung der Meinung der Nation über schwarze Männer.
Für den Politikwissenschaftler Saladin Ambar zeige das Foto darüber hinaus eine veränderte Rolle von Frauen. Dazu vergleicht er das Foto mit Aufnahmen von der US-Regierung um John F. Kennedy während der Kubakrise (siehe beispielsweise das Foto von Cecil Stoughton). Auf ihnen seien keine Frauen zu sehen und auch in den Filmen zu diesem Ereignis spielten Frauen nur eine sehr untergeordnete Rolle. Im Gegensatz dazu präsentiere Situation Room mit Clinton und Tomason zwei Frauen im Zentrum der Macht und zeige damit, wie weit Frauen inzwischen gekommen seien. Auch für die Soziologin Lori Brown ist die Anwesenheit von zwei Frauen auf dem Foto bemerkenswert. Clintons von vielen als emotional interpretierte Geste schränke jedoch den positiven Einfluss des Fotos auf das Frauenbild ein. Justin S. Vaughn und Stacy Michaelson sehen die geschlechterspezifischen Aussagen des Fotos deutlich anders. Das Foto verstärke die Männlichkeit Obamas, während es die Weiblichkeit Clintons betone. Damit unterstreiche es die patriarchalische Natur der US-Regierung. Ulrike Pilarczyk sieht die Stilisierung Clintons und Tomasons zu Ikonen der veränderten Geschlechterverhältnisse kritisch. Sie weist darauf hin, dass bereits unter Obamas Vorgängern Clinton und Bush die beiden Frauen Madeleine Albright und Condoleezza Rice als Außenministerinnen tätig waren. Megan D. McFarlane wendet jedoch ein, dass frühere weibliche Kabinettsmitglieder nicht auf den ikonischen Bildern der jeweiligen Präsidentschaft abgebildet worden seien. Auch Martin Schuster sieht die Aussage des Fotos zu Fragen der Gleichberechtigung deutlich kritischer als der CNN-Artikel. Aus seiner Sicht zeige es, dass es für Frauen sowie Schwarze und Angehörige anderer Minderheiten immer noch sehr schwer sei, eine hohe Stellung in der Präsidialverwaltung zu erhalten.

### Die anderen Aufnahmen des 1. Mai 2011
Situation Room wurde am 2. Mai in einer Serie mit weiteren acht Bildern vom 1. Mai auf Flickr veröffentlicht. Diese Serie, die chronologisch geordnet ist, lässt sich laut Ulrike Pilarczyk in zwei Gruppen aufteilen, die sich zeitlich, räumlich und farblich unterscheiden. Zu der ersten Gruppe gehören die ersten vier Bilder, darunter an zweiter Stelle Situation Room. Sie entstanden alle im Situation-Room-Komplex des Weißen Hauses, wobei die anderen drei im großen Situation Room aufgenommen wurden. Sie sind dunkler und es dominieren Blautöne. Die Fotos der zweiten Gruppe, die durch das einzige Foto im Hochformat eingeleitet wird, sind deutlich heller und wärmer. Das fünfte und sechste Foto wurden im Oval Office, das siebente und achte Foto im East Room und das letzte Foto im Green Room aufgenommen. Auch die Kleidung Obamas unterscheidet sich in den beiden Gruppen. In der ersten Gruppe trägt er den Sportblazer von Nike, in der zweiten Gruppe ist er mit Schlips und Anzug zu sehen.
Eingeleitet wird die Serie durch ein Bild, das Obama mit dem Nationalen Sicherheitsberater Thomas E. Donilon zeigt. Er sitzt auf dem Chefsessel an der Stirnseite des Tisches unterhalb des Präsidentensiegels. Dabei erscheine er als entschiedener Präsident, der mit dem Finger zeige, wo es langgeht, und über die Kamera in die Zukunft blicke. Diese Interpretation wird durch die Bildunterschrift unterstützt, in der es heißt: „President Barack Obama makes a point […]“ (deutsch etwa: „Präsident Barack Obama bringt einen Punkt an“). Die Darstellung Obamas weiche damit deutlich von der in Situation Room ab, wo er als aufnehmender und nicht als anweisender Präsident zu sehen sei. Laut Ulrike Pilarczyk ergebe sich aus der Logik der Serie der Eindruck, dass zu diesem Zeitpunkt die Entscheidung für den Einsatz gefallen sei.
Auch das dritte Bild der Serie wird von Barack Obama dominiert. Er ist zwar nur von hinten zu sehen, nimmt aber durch den etwas erhöhten Standpunkt des Fotografen und die Verwendung eines Weitwinkelobjektivs etwa ein Viertel des Bildes ein. Die anderen Personen, die im Vergleich zu Obama verschwindend klein wirken, zollen aus Sicht von Roswitha Breckner trotz vereinzelter skeptischer Blicke dem Präsidenten rituell Anerkennung. Damit erscheine Obama wie im ersten Bild als Herr der Lage und deutlich als derjenige, der das Sagen habe. Ulrike Pilarczyk weist darauf hin, dass die Obama-Darstellung Assoziationen an Batman oder Superman wecke.
Das vierte Bild der Serie zeigt Obama im Chefsessel sitzend im Halbprofil. Wie Clinton im Situation Room hat er die Hand am Mund. Laut Breckner erweckt Obamas Geste den Eindruck kontrollierter Emotionen und lasse sich mit Beherrschtheit in einer angespannten Situation oder konzentriertem Nachdenken in Verbindung bringen. Im Gegensatz dazu wurde Clintons Geste als unmittelbar oder reflexartig interpretiert. Darüber hinaus inszeniere die breite Rückenlehne des Sessels Macht und Stärke des Präsidenten.
Die Bilder fünf und sechs zeigen Obama im Oval Office, wie er telefoniert und seine Ansprache zum Tod bin Ladens vorbereitet. Während das achte Bild der Serie Obama bei dieser Ansprache zeigt, sieht man auf dem vorhergehenden Bild einige Regierungsmitglieder, wie sie die Rede Obamas verfolgen. Im Vordergrund sitzt neben den bereits im Situation Room anwesenden Biden, Clapper, Clinton, Donilon und Mullen auch der CIA-Chef Panetta. Im Hintergrund stehen Blinken und Daley. Obama wurde bei seiner Ansprache von links unten fotografiert, sodass er zentral und leicht erhöht im Bild erscheint. Im Hintergrund sind die Gemälde seiner demokratischen Vorgänger Jimmy Carter und Bill Clinton zu sehen, die laut Pilarczyk aber von der Lichtgestalt Obamas überstrahlt werden, der sich damit für die Ruhmeshalle der amerikanischen Geschichte empfehle. Im Gegensatz dazu sei das Bild der Regierungsmitglieder fotografisch schwach und die Dargestellten wirkten darauf erschöpft und ohne ihren Präsidenten verloren. Auf dem neunten und letzten Foto der Serie schüttelt Obama im Beisein von Clinton und Panetta im Green Room Mullen die Hand.

Die am 2. Mai veröffentlichten Bilder. Die angegebenen Zeiten sind die Aufnahmezeitpunkte gemäß Washingtoner Zeit.
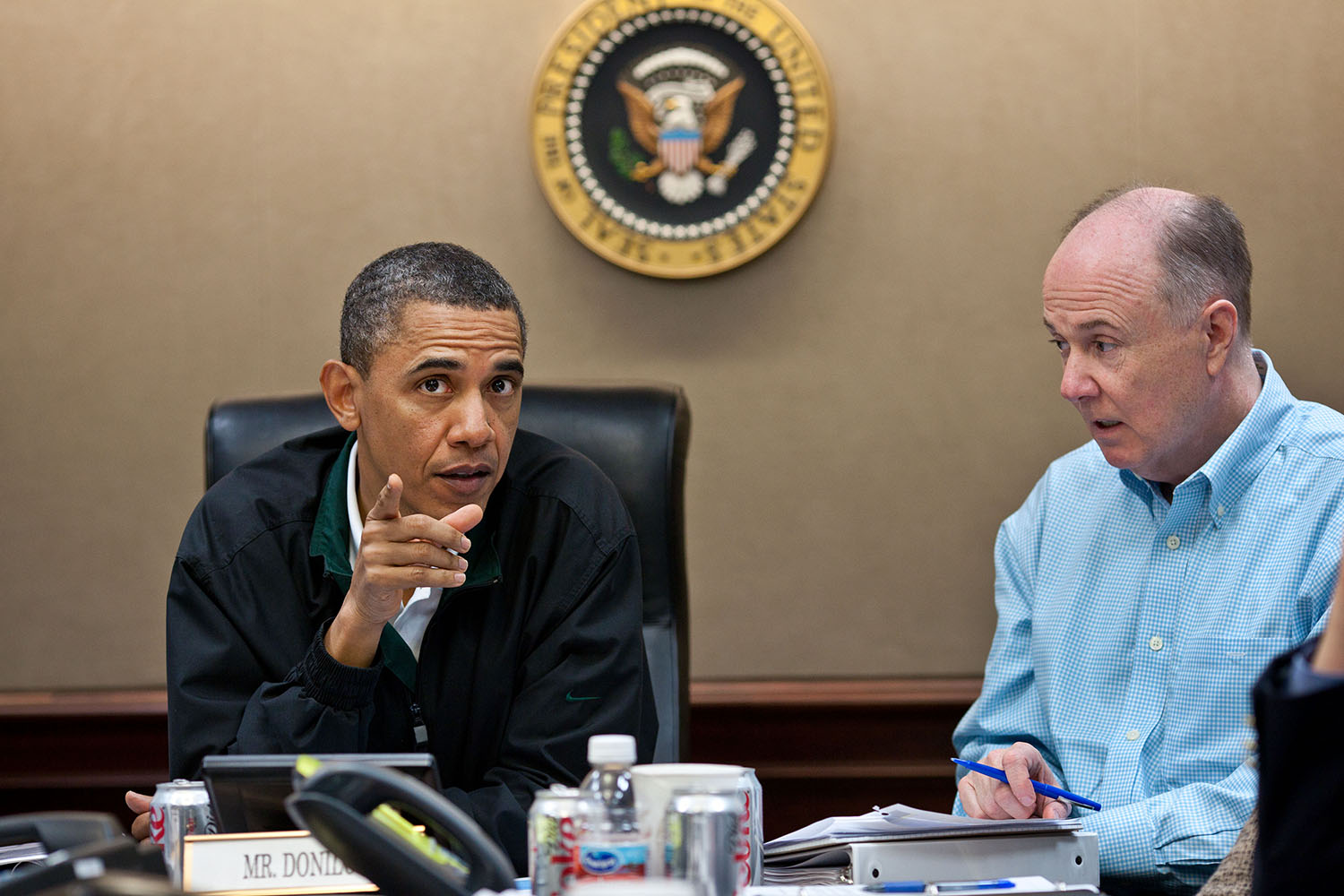
Obama zusammen mit Donilon (14:25)
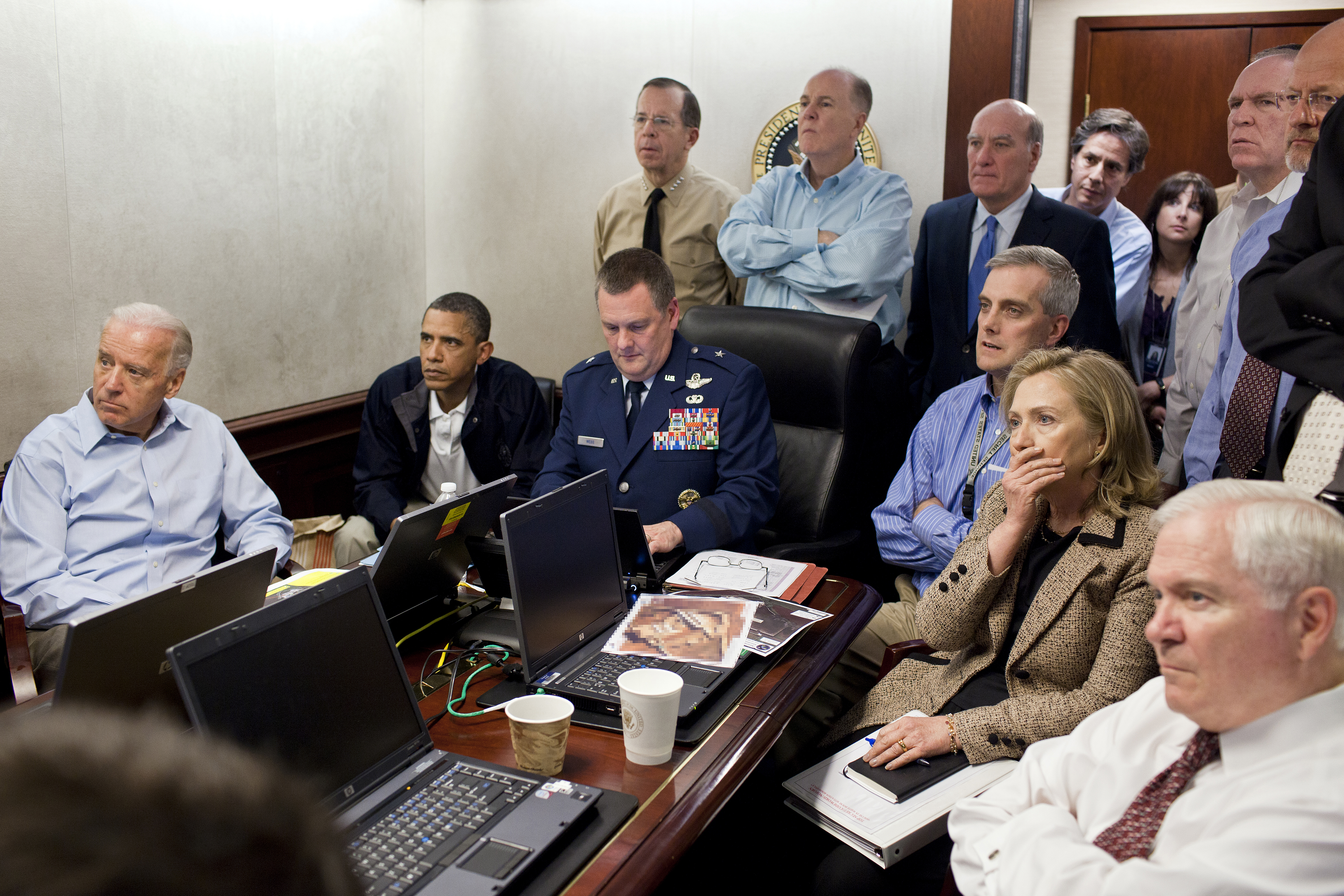
Im Situation Room (16:05)
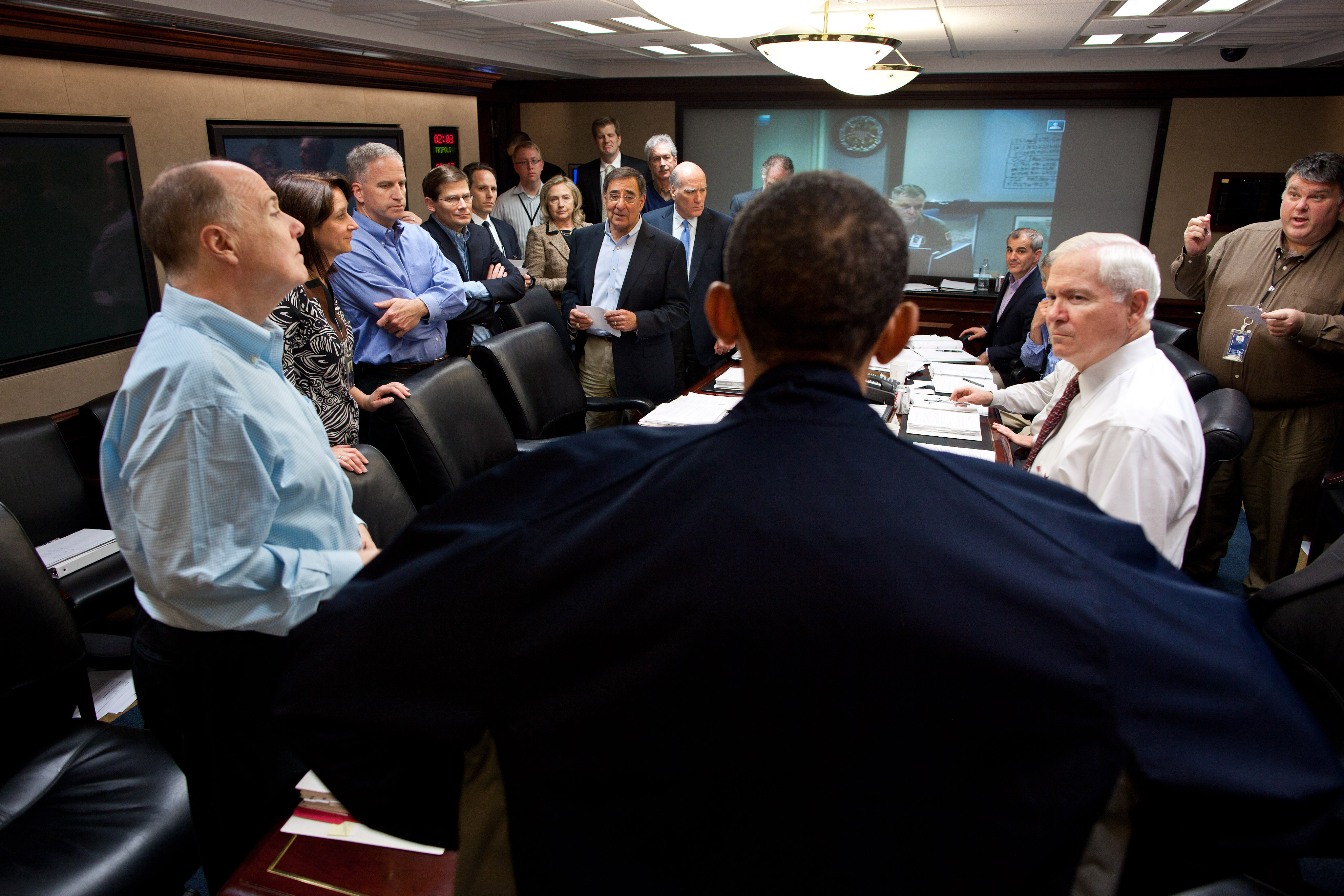
Obama zusammen mit seinem Nationalen Sicherheitsteam (20:03)
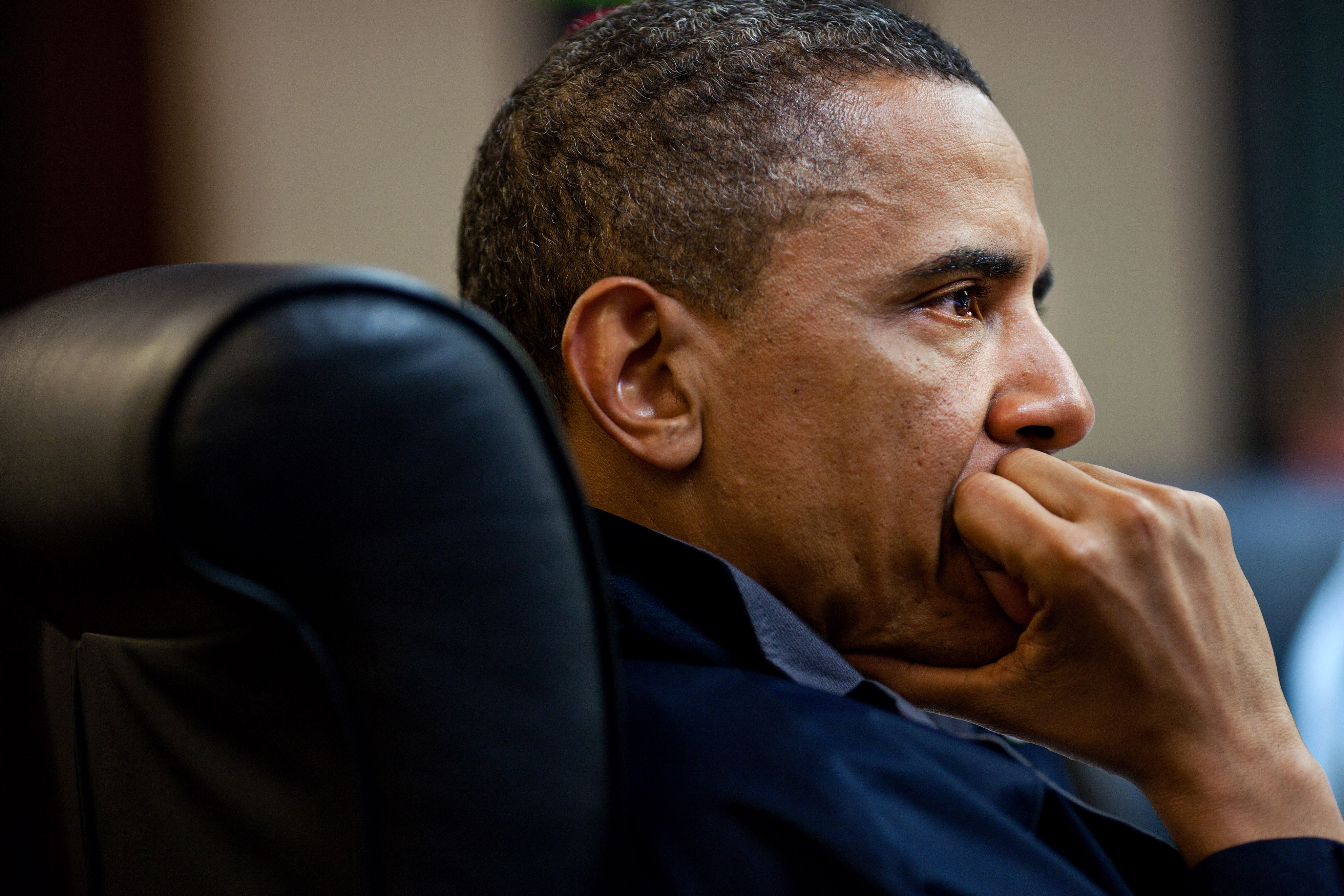
Obama hört der Diskussion zu (20:44)
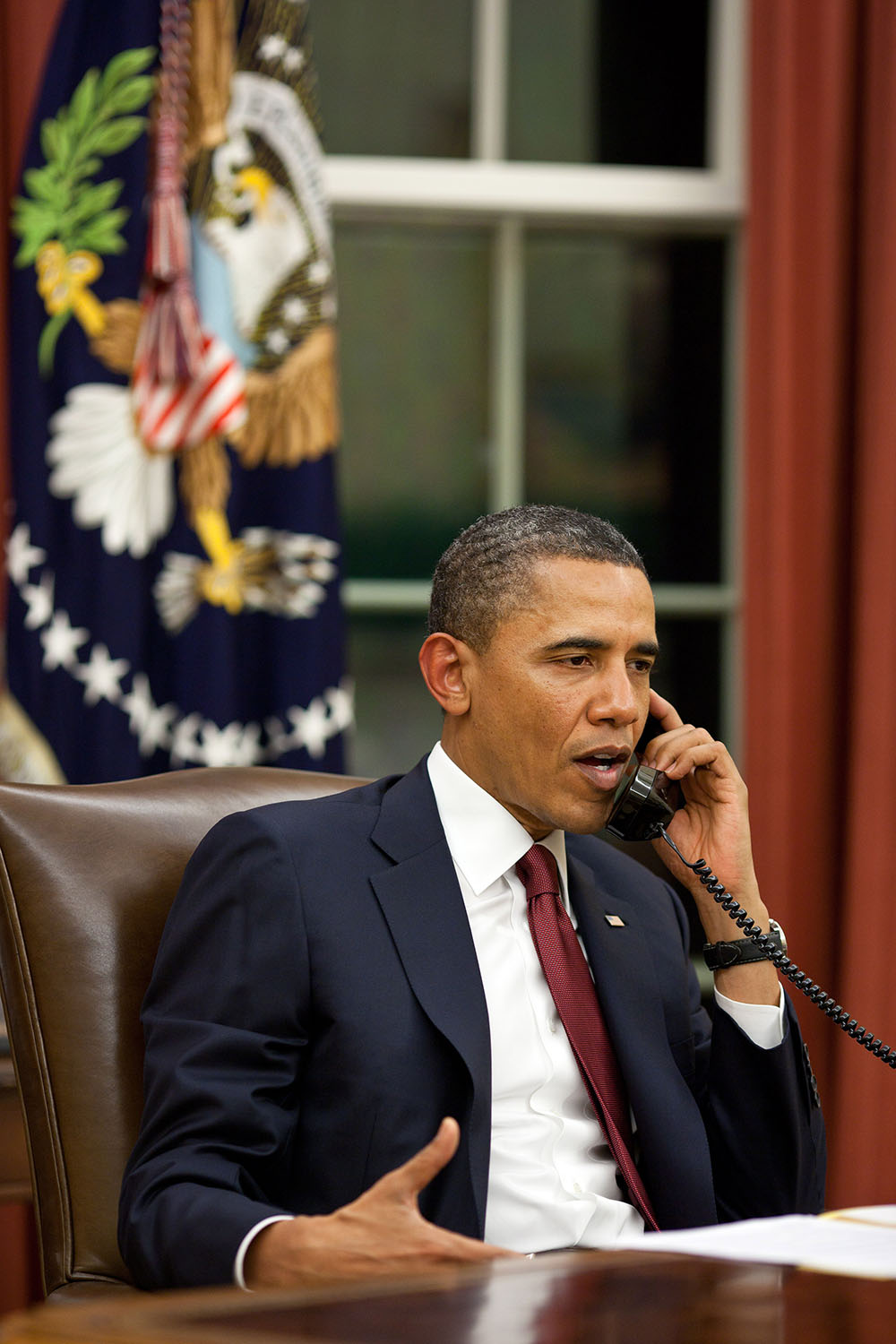
Obama telefoniert vor der Bekanntgabe des Todes bin Ladens (22:11)
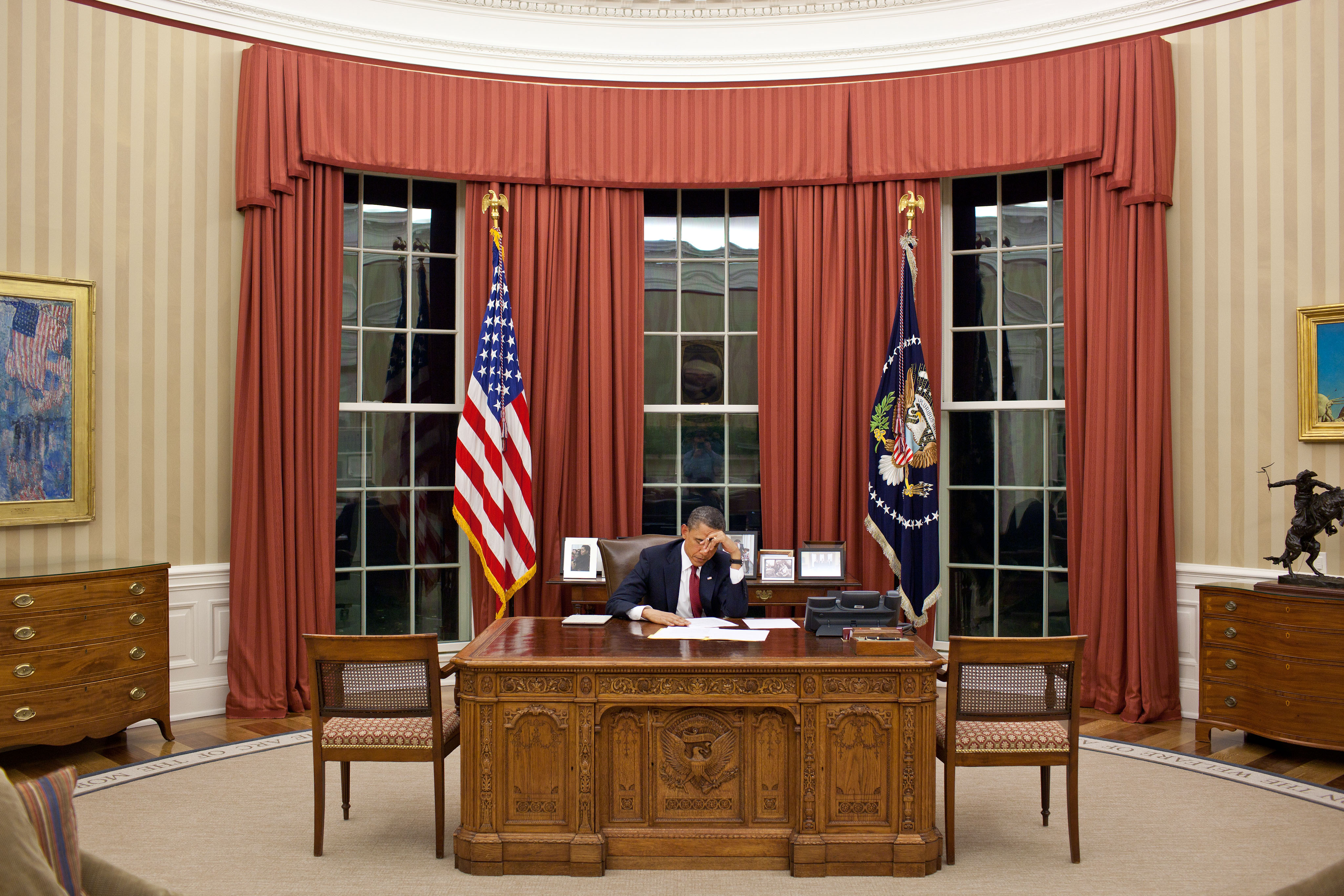
Obama bearbeitet seine Rede zum Tod bin Ladens (22:44)
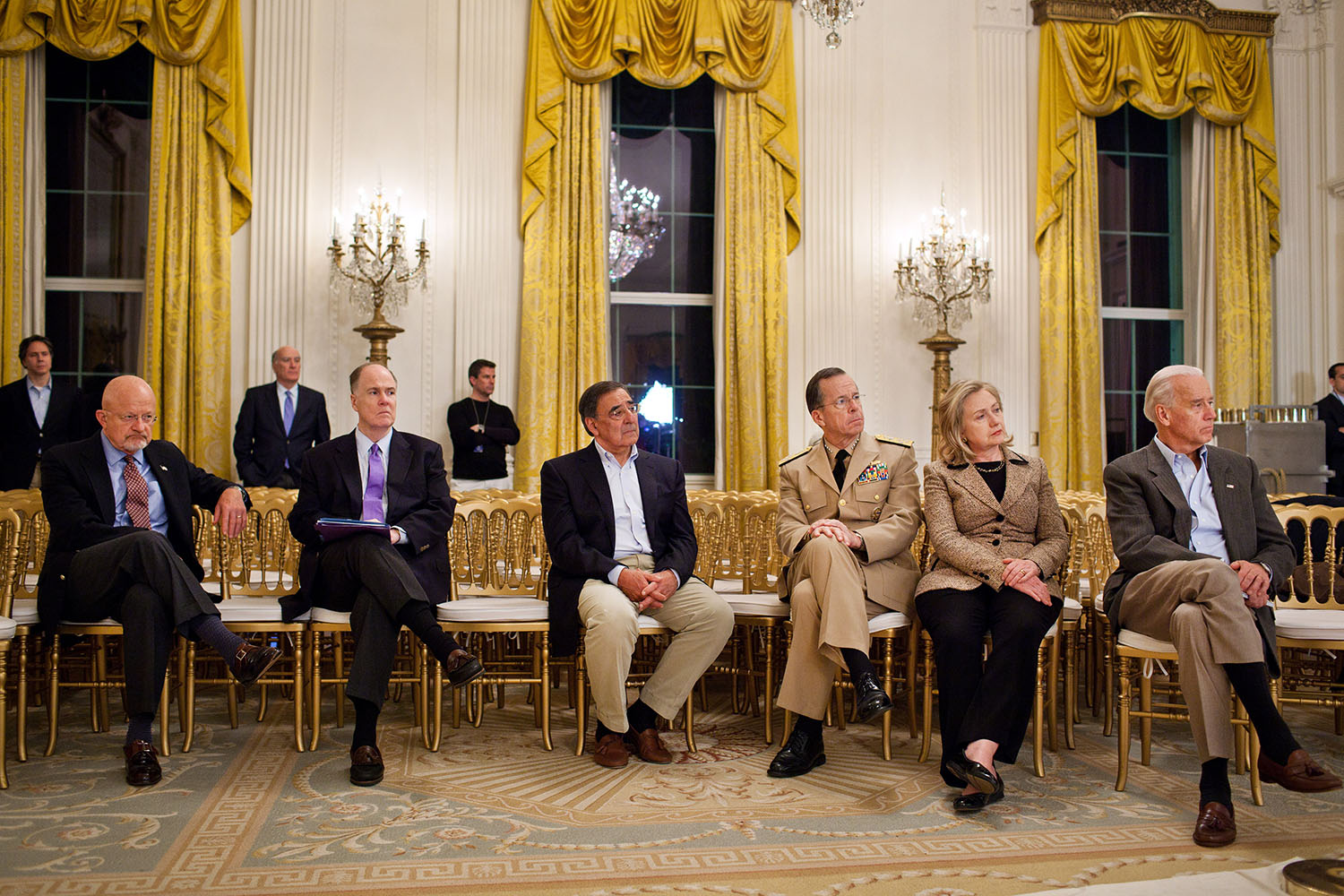
Regierungsmitglieder hören Obamas Erklärung zum Tod bin Ladens zu (23:41)
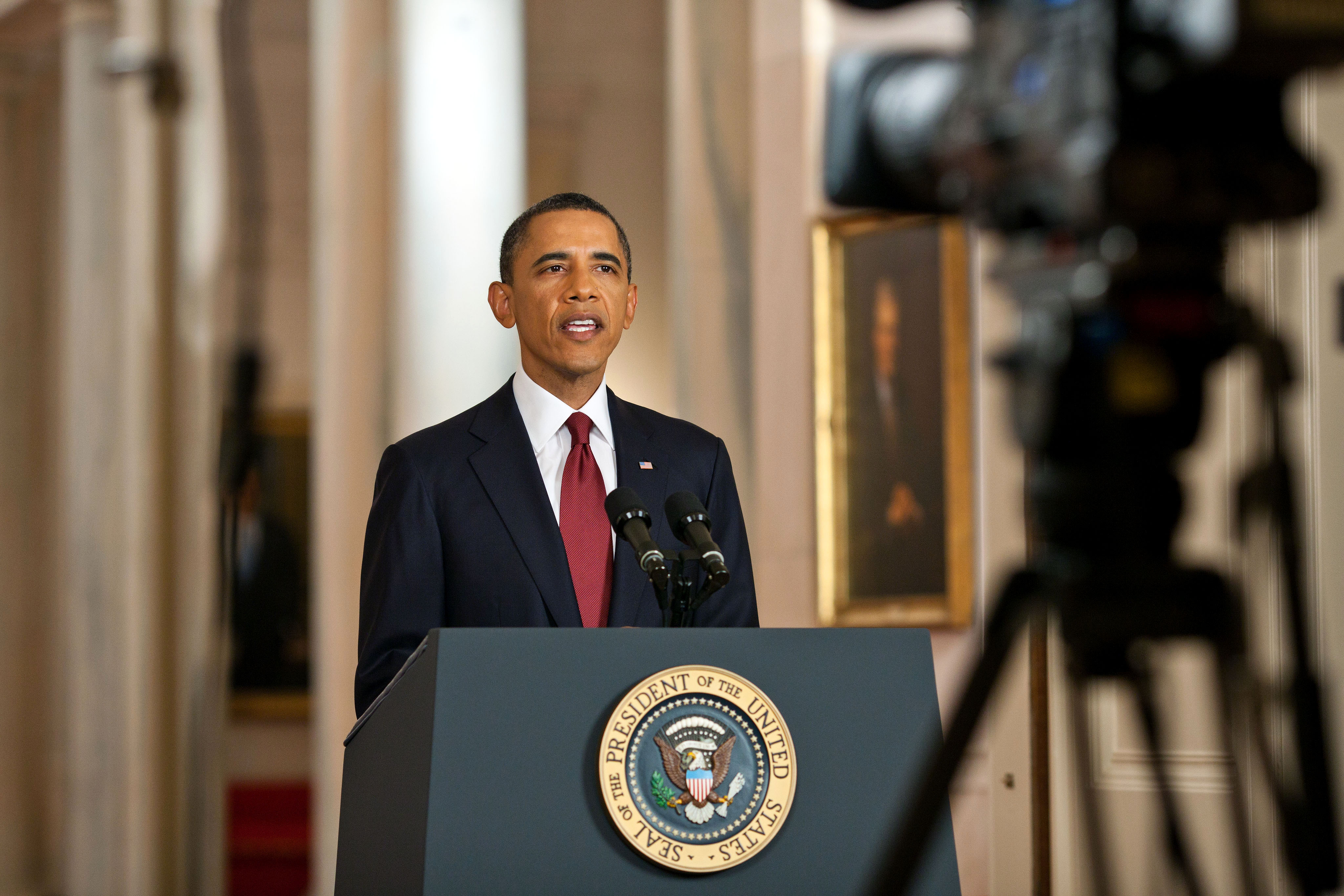
Obama gibt den Tod bin Ladens bekannt (23:42)
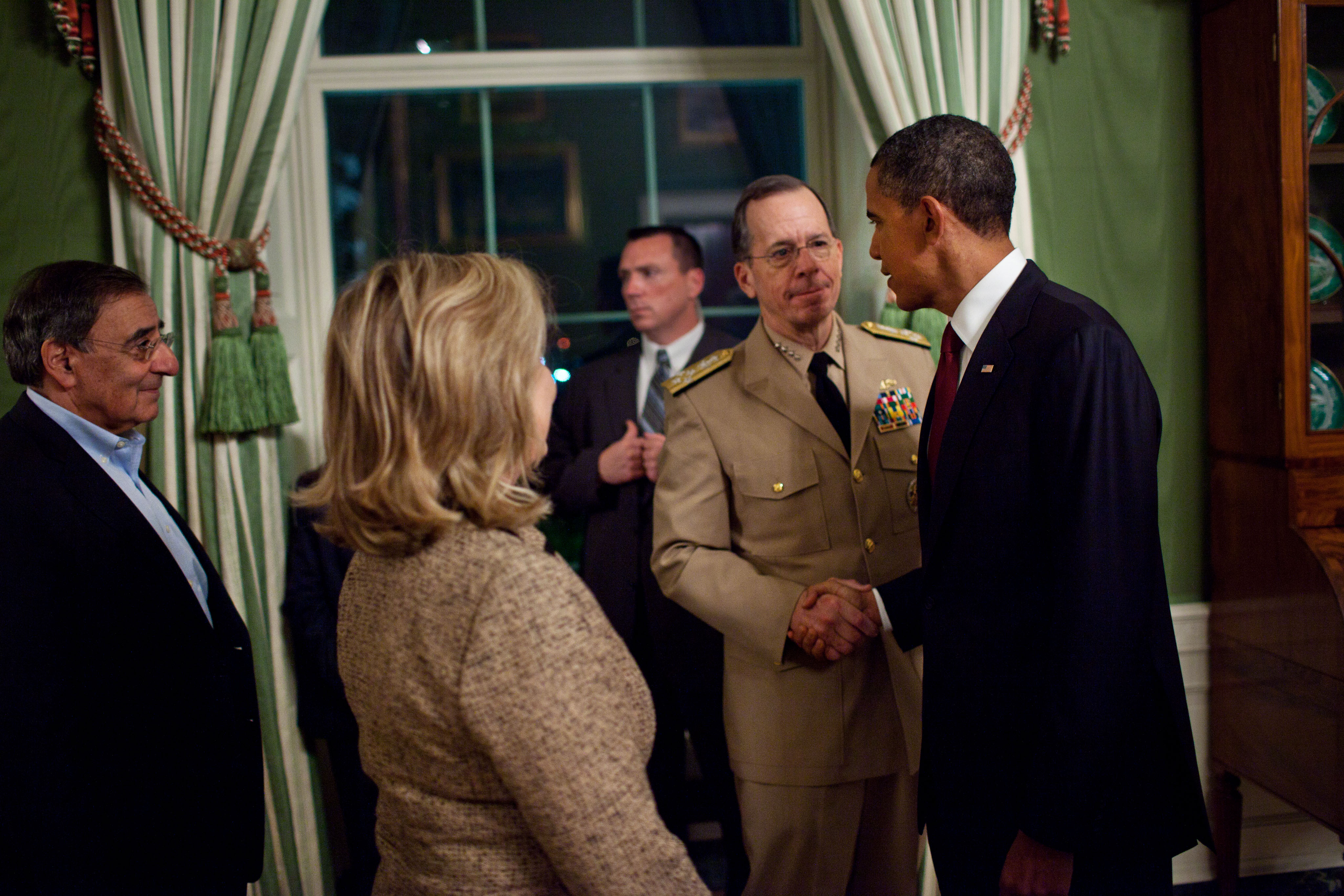
Obama schüttelt Mike Mullen die Hand (23:45)

Für Pilarczyk sollte durch die Auswahl der Bilder in der Fotoserie dem Eindruck eines schwachen Präsidenten entgegengewirkt werden, den das Foto Situation Room erwecken könne. Der Präsident erscheine in der Serie als entschieden und dominant und vermittle damit, anders als im Situation Room, nicht den Eindruck eines Teamspielers. Vor allem das Zusammenspiel des siebenten und achten Fotos zeige die für Souza typische Strategie, Obamas Image auch auf Kosten seiner Konkurrenz aufzubauen. Vor allem Clinton sei im Vergleich zum Präsidenten nicht immer vorteilhaft in Szene gesetzt.
Am 30. Dezember 2011 wurden die Bilder vom 1. Mai um zwei weitere ergänzt. Das erste zeigt Obama zusammen mit Biden und seinem Pressesprecher Jay Carney im White House Presidential Secretary Office. Auf einem Fernsehbildschirm ist Osama bin Laden zu sehen. Somit gebe das Bild dem bisher nicht zu sehenden getöteten Gegner ein Gesicht, ohne ihn als Opfer darzustellen. Darüber hinaus zeige das Bild den Präsidenten wieder als Teamspieler, der nicht, wie im Bild sechs der Serie suggeriert, seine Rede selbst verfasst, sie aber auch nicht nur abliest. Damit wirke es ausgleichend zwischen der zurückhaltenden Darstellung des Präsidenten in Situation Room und den restlichen, stark auf den Präsidenten fokussierten Bildern der Serie.
Diesen Eindruck vermittle laut Pilarczyk auch das zweite Bild, eine aus neun Einzelbildern bestehende Collage. Laut dem auf Flickr veröffentlichten Bildkommentar solle mit ihr den Leuten ein besseres Verständnis davon vermittelt werden, wie Sitzungen von historischer Bedeutung mit dem Präsidenten abliefen. Zentraler Bestandteil ist dabei ein Ausschnitt des ersten Bildes der Serie, der Obama und einen Teil des Präsidentensiegels zeigt. Die anderen acht Bilder, die zuvor noch nicht veröffentlicht worden waren, vermittelten den Eindruck, die Entscheidung über die Militäraktion sei ein Ergebnis intensiver Beratungen gewesen, und relativierten damit das von der ursprünglichen Serie entworfene Superman-Image Obamas. Hillary Clinton wirke dabei im Gegensatz zu ihrem eigentlichen Anteil an der Mission zusammengesunken.

### Vergleich mit anderen Bildern

#### John F. Kennedy und das Executive Committee

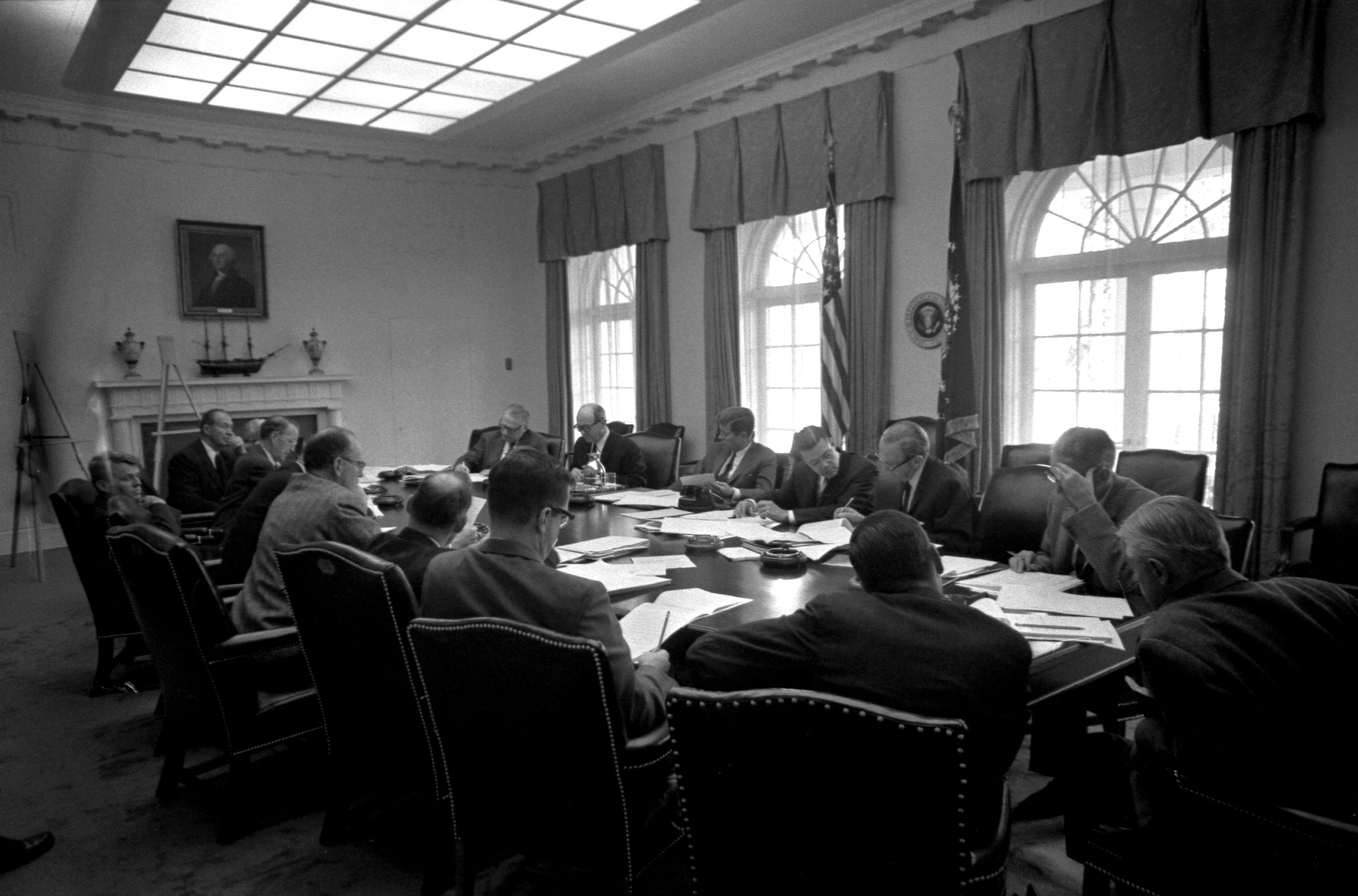
John F. Kennedy zusammen mit dem Executive Committee

Susana Barreiro Pérez, Marcel Wolfgang Lemmes und Stephan Ueffing vergleichen Situation Room mit einem von Cecil Stoughton geschossenen Foto aus dem Jahr 1962. Es zeigt den US-Präsidenten John F. Kennedy zusammen mit dem im Zuge der Kubakrise gegründeten Executive Committee bei einer Besprechung im Cabinet Room des Weißen Hauses einen Tag nach dem Ende der Kubakrise. Auf den ersten Blick seien sich die beiden Fotos sehr ähnlich. So ist wie in Situation Room auch im Bild von 1962 eine einzelne herausgehobene Geste zu sehen. Der vorne rechts sitzende Maxwell D. Taylor drückt seine linke Hand gegen die Stirn und verdeckt damit sein Gesicht fast vollständig. Diese Geste, die Nachdenklichkeit und Konzentration ausdrücke, wirke jedoch anders als die von Clinton auf den Betrachter distanzierend. Diese Distanz zwischen dem Betrachter und den dargestellten Personen werde durch die mit dem Rücken zur Kamera platzierten Personen unterstützt. Außerdem werde der Betrachter nicht an den Tisch eingeladen, wie dies in Situation Room durch den abgeschnittenen Tisch der Fall sei. Zudem blickten die Personen alle in unterschiedliche Richtungen, wodurch ein Fokus wie in Situation Room fehle. Einen solchen Fokus sehen die Autoren als entscheidenden Faktor für die Ikonisierung eines Bildes an. Dafür führen sie drei weitere Fotos als Beispiele an: The Terror of War, das die neunjährige Phan Thị Kim Phúc nach einem Napalm-Angriff zeigt, Sprung in die Freiheit, auf dem die Flucht des Polizisten Conrad Schumann von Ost- nach West-Berlin zu sehen ist, sowie die Fotografie Hanns Martin Schleyers aus seiner Geiselhaft bei der RAF. Im Unterschied zu diesen Bildern sei der Fokus in Situation Room aber kein Element des Bildes selbst, sondern werde durch die Blickrichtung der Protagonisten erzeugt.

#### Ronald Reagan während der Bombardierung von Tripolis und Bengasi

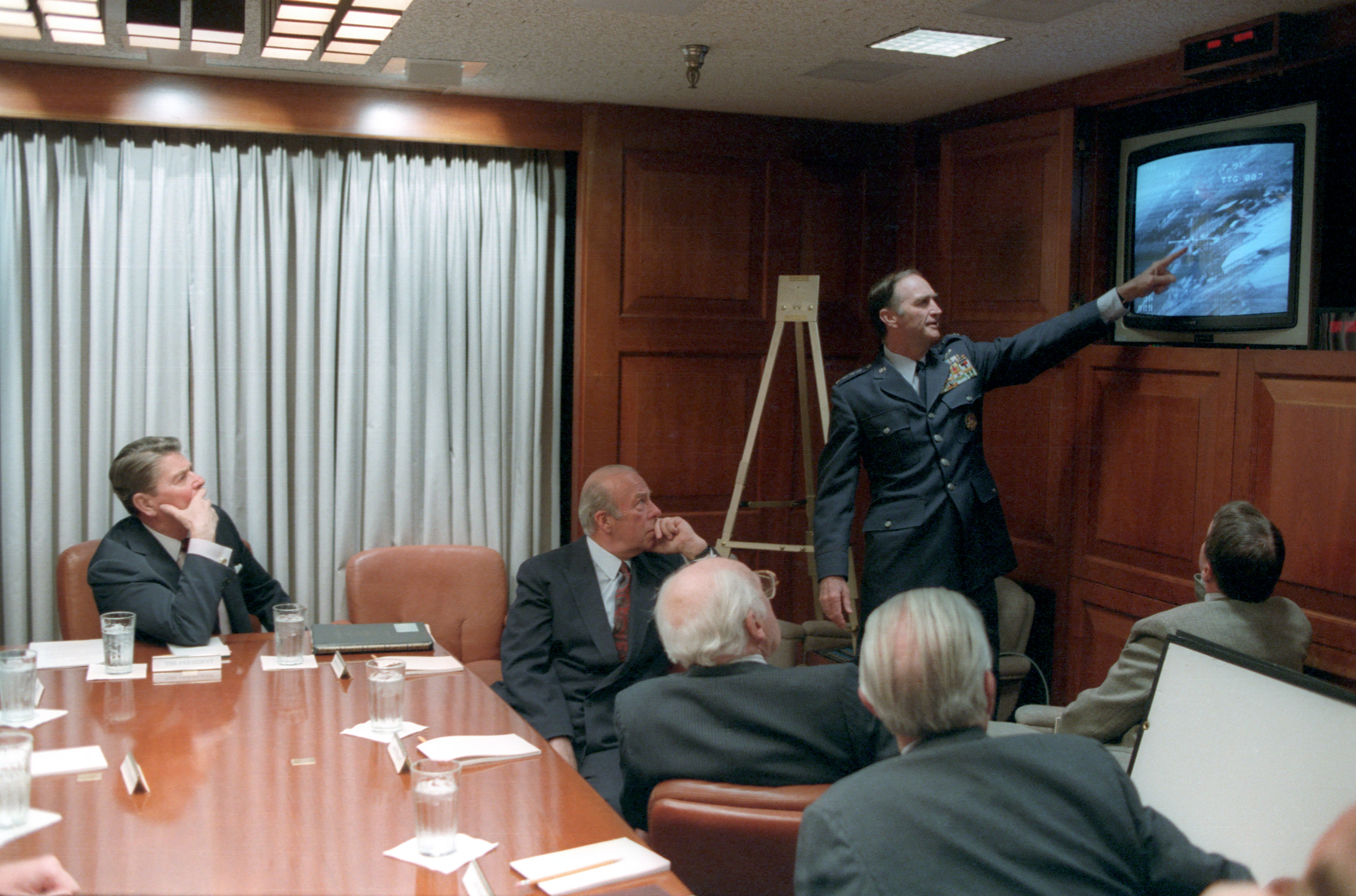
Ronald Reagan bei einer Lagebesprechung mit dem Nationalen Sicherheitsrat zur Bombardierung von Tripolis und Bengasi

Der Soziologe Boris Traue vergleicht das Foto Situation Room mit einem Foto aus dem Jahr 1986, das den damaligen US-Präsidenten Ronald Reagan bei einer noch im alten Situation Room stattfindenden Lagebesprechung mit dem Nationalen Sicherheitsrat zur Bombardierung der libyschen Städte Tripolis und Bengasi im Zuge der Operation El Dorado Canyon zeigt. Darauf sitzt Reagan mit vier anderen Männern an einem Tisch und beobachtet einen Militärangehörigen, der auf einen Bildschirm mit Luftbildaufnahmen zeigt. Dieses Foto vermittle wie die Fotografie vom 1. Mai 2011 den Eindruck, dass der Präsident für den Augenblick seine Macht an das technologische Kontrollzentrum und dessen Bediener abgegeben habe. Solche Darstellungen seien charakteristisch für die Lagebesprechungsfotografie des 20. Jahrhunderts. Wie Hillary Clinton in Situation Room hat auch Reagan auf dem Foto eine Hand vor dem Mund. Im Gegensatz zu Clinton sei Reagans Geste jedoch unmissverständlich als ein Ausdruck des Nachdenkens über die Präsentation des Militärs zu deuten.

#### George W. Bush und seine „Mission-Accomplished“-Rede
Die Soziologin Ruth Ayaß vergleicht Situation Room mit einem Foto von Obamas Vorgänger George W. Bush, das exakt acht Jahre zuvor am 1. Mai 2003 entstanden ist. Es zeigt Bush auf dem Flugzeugträger Abraham Lincoln vor der Küste San Diegos bei der Verkündung des Endes des Irakkriegs. Somit seien die beiden Fotos eng verwandt, da beide den US-Präsidenten im Zusammenhang mit einer militärischen Aktion nach dem 11. September 2001 zeigen. Allerdings wichen die Fotos in wesentlichen Punkten voneinander ab. Bush ist mit einem Lächeln sowie einem hochgestreckten Daumen zu sehen und signalisiere damit positive Gefühle. Zudem ist er umringt von einer jubelnden Menge. Solche Gefühlsregungen fehlten in Situation Room, die einzige Geste diene eher dazu, negative Gefühle zu verdecken als sie zu zeigen. Bushs Auftritt sei sorgfältig inszeniert gewesen und zeige Anleihen an den Film Top Gun. Der Flugzeugträger musste so positioniert werden, dass das Licht für Fotografien günstig fiel und im Hintergrund nicht die Küste von San Diego zu sehen war. Bush, der einen Fluganzug trug, landete mit einem Jet auf dem Flugzeugträger, obwohl durch die Nähe zur Küste eine Landung mit einem Hubschrauber möglich gewesen wäre. Im Gegensatz dazu wirke Situation Room durch die offenen Hemdkragen, die Pappbecher und das Gedränge eher geschäftsmäßig. Auf dem Foto von Bush wurde darauf geachtet, dass relevante Symbole und Embleme zu sehen sind. So ist das Siegel des Präsidenten auf dem Rednerpult komplett im Bild und das extra an der Kommandobrücke angebrachte Banner mit dem Text „Mission Accomplished“ (deutsch: „Mission vollendet“) ist gut zu lesen. In Situation Room ist das Präsidentensiegel jedoch verdeckt. Das umstrittene „Mission-Accomplished“-Banner zeige den erfolgreichen Abschluss eines Auftrags an, während in Situation Room der Vollzug einer Handlung mit ungewissem Ausgang zu sehen sei. Zu guter Letzt weiche die Positionierung der Präsidenten in den Fotografien deutlich voneinander ab. Während das Foto ganz auf Bush zugeschnitten sei und ihn als Hauptperson an zentraler Stelle zeige, sitze Obama am Rand inmitten eines Kollektivs, in dem er zu verschwinden scheine. Damit wirke die Fotografie unpathetisch und unheroisch. Dies hätte sich laut Ayaß in der Rhetorik des Präsidenten bei der Verkündung von bin Ladens Tod fortgesetzt, die sachlich und berichterstattend gewesen sei. Dies unterscheide sie beispielsweise deutlich von der Rede Paul Bremers nach der Festnahme Saddam Husseins am 14. Dezember 2003, die mit den Worten „Ladies and gentlemen, we got him.“ (deutsch: „Meine Damen und Herren, wir haben ihn.“) begann.

#### Donald Trump im Situation Room

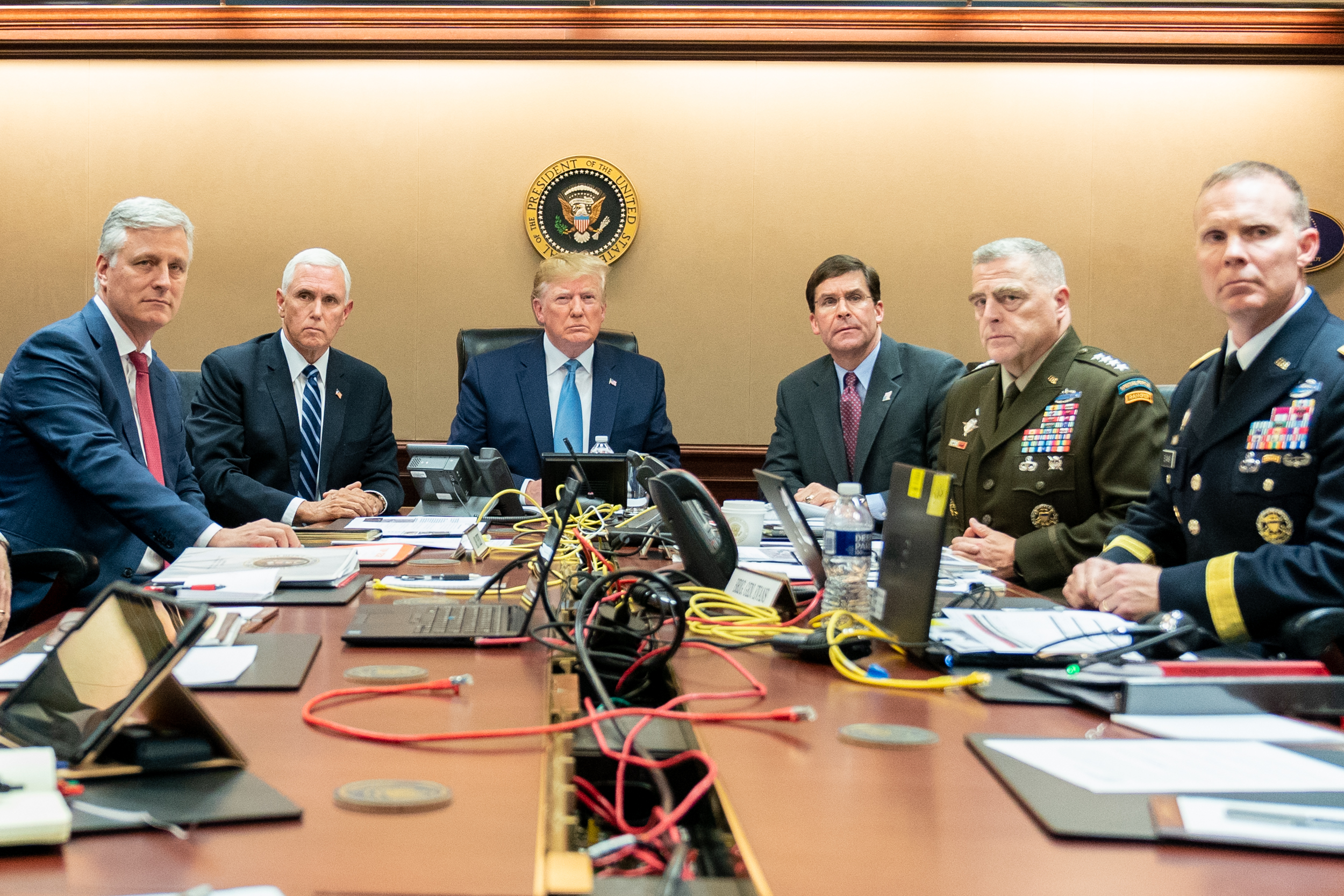
Donald Trump im Situation Room. Von links nach rechts: O’Brien, Pence, Trump, Esper, Milley und Evans

In der Nacht vom 26. auf den 27. Oktober 2019 führte die US-Spezialeinheit Delta Force im syrischen Ort Barischa die Operation Kayla Mueller aus, bei der Abu Bakr al-Baghdadi, Anführer der dschihadistisch-salafistischen Terrororganisation Islamischer Staat, ums Leben kam. Die US-Regierung veröffentlichte danach zwei Fotos aus dem Situation Room des Weißen Hauses, die laut Bildunterschrift Obamas Nachfolger Donald Trump zeigen, wie er den Verlauf der Militäroperation beobachtet. Die Fotos waren von Shealah Craighead, Souzas Nachfolgerin als Cheffotografin des Weißen Hauses, aufgenommen worden. Auf beiden Bildern sitzt Trump mit anderen Männern an einem Tisch; alle blicken Richtung Kamera. Auf einem der Bilder sieht man neben Trump Vizepräsident Mike Pence, Verteidigungsminister Mark Esper, den Nationalen Sicherheitsberater Robert C. O’Brien, den Vorsitzenden des Generalstabs Mark A. Milley sowie den Brigadier General Marcus Evans. Das zweite Foto entspricht weitgehend einem Ausschnitt des ersten, wobei Evans fehlt. Kurz nach der Veröffentlichung erschienen verschiedene Medienkommentare, die die Fotos von Trump mit Souzas Foto aus dem Situation Room verglichen. Während Souzas Foto so wie ein authentischer Filmstill wirke und die Abgebildeten den Eindruck machten, sie seien sich der Anwesenheit des Fotografen gar nicht bewusst gewesen, erschienen Craigheads Fotos gestellt. Sie wirkten so, als seien die Männer extra an diesen Tisch gesetzt und aufgefordert worden, ernst in die Kamera zu blicken. Dazu trage auch die Kleidung bei, die anderes als bei Situation Room durch die Anzüge, Krawatten und Uniformen sehr formell sei. Daneben unterstrichen die Kommentare die Positionierung von Trump in der Mitte der Fotos, was sie, ähnlich wie bei Bushs „Mission-Accomplished“-Foto, als Symbol dafür interpretierten, wie sich Trumps Auftreten und Politikstil von dem Obamas unterschied. Auch das Fehlen von Frauen und Mitgliedern von Minderheiten wurde hervorgehoben.

#### Gemälde Rembrandts
Der Kunsthistoriker Michael Diers sieht in der Komposition von Souzas Fotografie aus dem Situation Room Ähnlichkeiten zu Gruppenbildern der holländischen Barockmalerei. Im Besonderen vergleicht er es mit Rembrandts Gemälde Die Anatomie des Dr. Tulp aus dem Jahr 1632, das aus seiner Sicht nicht nur im Aufbau, sondern auch im Sujet der Fotografie ähnelt. Das Gemälde zeigt den Arzt Nicolaes Tulp und sieben Zuschauer bei einer Anatomie-Vorführung an einer Leiche. Zu den Ähnlichkeiten der beiden Bilder zählt Diers den gewählten Bildausschnitt sowie den flächig und neutral gestalteten Bildhintergrund. In beiden Bildern treten die Personen in einer Bildhälfte geballt auf. Während es bei Rembrandt die linke sei, sei es in Situation Room die rechte Bildhälfte. In beiden Bildern sei in der für den Betrachter als Einstieg ins Bild ausgesparten Mitte eine Tischfläche zu sehen. Wie in Situation Room mit Clintons rechter Hand gebe es bei Rembrandt eine einzige durch Tulp vollführte speziell ausgezeichnete Handbewegung. Wie die Dokumente vor Hillary Clinton seien auch im Gemälde Papiere demonstrativ dargestellt. Dabei handele es sich um eine Namensliste, die ursprünglich eine anatomische Zeichnung gewesen sei. Des Weiteren seien in beiden Bildern die gut erkennbaren und in helles Licht getauchten Gesichter mehrerer eng beieinander stehender Personen zu sehen. Auffällig sei, dass im Gemälde keiner den Blick auf die Leiche richte. Stattdessen blickten sie auf den Betrachter oder auf das unten rechts zu sehende Lehrbuch. Deshalb kann das Buch für Diers als Analogon zu den nicht sichtbaren Videobildschirmen im Situation Room angesehen werden. Den entscheidenden Unterschied zwischen der Fotografie und Rembrandts Gemälde sieht Diers in den Objekten auf den Tischen. So erschienen die Laptops und Pappbecher zwar durch die mangelnde Aufmerksamkeit als „tote“ Gegenstände, ersetzten jedoch nicht den Leichnam bei Rembrandt.
Boris Traue sieht Ähnlichkeiten zwischen der Fotografie aus dem Situation Room und Die Vorsteher der Tuchmacherzunft, einem weiteren Gemälde von Rembrandt aus dem Jahr 1662. Auf ihm sind fünf Männer zu sehen, die an einem Tisch sitzen, ein weiterer steht hinter ihnen. Wie im Foto blicken die Männer auf einen Punkt, der vom Betrachter aus gesehen links liegt. Dies lade laut Traue in beiden Bildern den Betrachter dazu ein, an der Sitzung teilzunehmen und das Geschehen selbst zu beurteilen. Durch die aufgelöste Sitzordnung wirke die Gruppe nicht geschlossen und erlaube grundsätzlich die Aufnahme weiterer Personen.

## Rezeption

### Medien
Bereits am Tag seiner Veröffentlichung auf Flickr gelangte das Foto Situation Room auf die Websites mehrerer großer US-Medien. Im Magazin Time erschien es unter der Schlagzeile „Moment of Triumph“. Die New York Times präsentierte eine Beschreibung des Fotos, die aus Sicht von Ruth Ayaß melodramatische Lyrik verwendete. Dabei ging die Times auch auf andere Fotos aus der Flickr-Serie ein. The Atlantic schätzte bereits am Tag der Veröffentlichung das Foto als ikonisch ein. CNN wählte am 4. Mai den Titel „A photo for the ages?“, der später häufig zitiert wurde, und stellte fest, dass Situation Room zum definierenden Foto von Obamas Präsidentschaft werden könnte.
Im deutschsprachigen Raum erschien das Foto auf vielen Zeitungen am 4. Mai als Aufmacher. Die Süddeutsche Zeitung zeigte einen Ausschnitt, auf dem nur die sitzenden Personen zu sehen waren, und untertitelte ihn mit „Krieg führen zwischen Kaffeebechern“. In der FAZ erschien das Foto unter dem Titel „Public Viewing“. Dieser spielt mit den unterschiedlichen Bedeutungen dieses Begriffs in der deutschen und englischen Sprache. Während es im Deutschen das gemeinsame Schauen eines Sportereignisses beschreibt, bezeichnet es im Englischen die Aufbahrung eines Leichnams. In ihrer Ausgabe vom 6. Mai kommt die FAZ zu der Einschätzung, dass das Foto Aussichten auf einen Platz in den Geschichtsbüchern habe, und ist sich sicher, dass die Interpretation von ihm nie ganz enden werde.
Besondere Aufmerksamkeit rief die Veröffentlichung der in New York ansässigen jüdisch-ultraorthodoxen Zeitung Di Tzeitung hervor. Diese hatte das Foto am 6. Mai veröffentlicht und dabei die beiden Frauen Hillary Clinton und Audrey Tomason wegretuschiert. Die Zeitung veröffentlicht aus religiös-moralischen Gründen grundsätzlich keine Bilder von Frauen. Auf die folgenden Proteste reagierte die Zeitung mit einer Entschuldigung, in der Clinton wortreich geehrt und eine Nichtveröffentlichung des Fotos als bessere Entscheidung bezeichnet wird. Auch Di Voch, eine andere jüdisch-ultraorthodoxe Zeitung aus New York, entfernte Clinton und Tomason von dem Foto. Als Reaktion auf diese Löschung der Frauen erschien im Internet eine Manipulation, die alle Männer aus dem Bild entfernte. Ein anderes Foto zeigt Clinton und Tomason im Situation Room zusammen mit Madeleine Albright, Oprah Winfrey, Golda Meir, Benazir Bhutto, Arianna Huffington, Margaret Thatcher, Aung San Suu Kyi, Condoleezza Rice, Janet Reno, Angela Merkel und Indira Gandhi.

### Wissenschaft
Neben der großen medialen Aufmerksamkeit wurde Situation Room auch einer umfangreichen wissenschaftlichen Analyse unterzogen. So fand unter dem Titel Hillarys Hand. Zur politischen Ikonographie der Gegenwart im November 2011 ein zweitägiger Workshop statt, über den auch die Süddeutsche Zeitung berichtete. Er wurde vom Forschungskreis Materiale Kulturanalysen des Herder-Kollegs sowie dem Methodenbüro des Instituts für Sozialwissenschaften der Universität Hildesheim organisiert und bot acht Wissenschaftlern aus Österreich und Deutschland der Fachrichtungen Soziologie, Kunstgeschichte, Psychologie, Erziehungswissenschaft und Medientheorie die Möglichkeit, ihre Analysen vorzustellen. Der Workshop griff mit Bildanalysen und visuellen Verfahren zu dieser Zeit beliebte Forschungsthemen der Sozialwissenschaften auf. Ziel war es dabei auch, die Vielzahl von unterschiedlichen Verfahren zur Analyse von Bildern anhand der Anwendung auf ein gemeinsames Forschungsobjekt empirisch zu vergleichen.
Drei der Vortragenden, Ulrike Pilarczyk, Aglaja Przyborski und Martin Schuster, setzten in der Folge ihren fachlichen Austausch fort und entschlossen sich dazu, ihre Analysen gemeinsam zu veröffentlichen. Ergänzt um eine journalistische Analyse von Günther Haller erschienen sie 2014 unter dem Titel Das politische Bild. Die anderen Beiträge des Workshops erschienen im selben Jahr in einem eigenen Sammelband unter dem Titel des Workshops. Ergänzt wurden sie darin um fünf weitere wissenschaftliche Analysen, einen Überblick über die Vorgänge rund um das Bild sowie eine Reflexion der methodischen Zugänge der anderen Beiträge.

### Kunst
Situation Room wurde auch von Künstlern aufgegriffen. So besteht die Installation May 1, 2011 des chilenischen Künstlers Alfredo Jaar aus zwei gleichformatigen Monitoren, denen jeweils ein Druck zugeordnet ist. Der rechte Bildschirm zeigt das Foto aus dem Situation Room und der zugehörige Druck eine vom weißen Haus veröffentlichte Erklärungsgrafik, die den abgebildeten Personen ihre Namen zuordnet. Der Bildschirm und der Druck auf der linken Seite sind komplett weiß. Sie sollen das fehlende Bild des getöteten Osama bin Laden symbolisieren und die Projektion der vom Foto Situation Room hervorgerufenen imaginären Bilder ermöglichen. Laut Jaar seien die Vorgänge um bin Ladens Tod ein Fall, bei dem die Öffentlichkeit ausgefordert werde zu glauben, ohne zu sehen.
In seiner Arbeit Obscured Classified Document isolierte der niederländische Künstler Willem Popelier das unkenntlich gemachte Dokument auf Clintons Laptop. Dadurch verliere das Detail seinen Zusammenhang und kommentiere die im Foto präsentierte Schauanordnung.
Das Stück Situation Rooms der Theatergruppe Rimini Protokoll, das am 23. August 2013 bei der Ruhrtriennale Premiere feierte, bietet den Zuschauern die Möglichkeit, mithilfe eines Tabletcomputers in Rollen verschiedener Menschen zu schlüpfen, deren Leben von Waffen geprägt ist. Unter den insgesamt 20 Rollen sind unter anderem ein Kindersoldat aus dem Kongo, ein Schweizer Waffenfabrikant, ein indischer Kampfpilot und ein pakistanischer Menschenrechtsanwalt zu finden. Nach Angaben der Macher wurde der Titel, der auf das Foto verweist, während der Arbeit an dem Stück gefunden. Das Foto sei damit für die Macher das Symbol einer neuen Art der Kriegsführung vom Schreibtisch aus.
In seiner Videoinstallation The Situation Room baute der deutsche Performance-Künstler Franz Reimer den Small Conference Room als Kulisse nach. Das Bild einer fest installierten Videokamera, die denselben Ausschnitt wie das Foto aufnimmt, wird auf einen Bildschirm übertragen, der in gleicher Position wie die Bildschirme im Konferenzraum zu finden ist. Besucher können die Kulisse betreten und damit selbst Teil der Fotografie werden.

### Internet

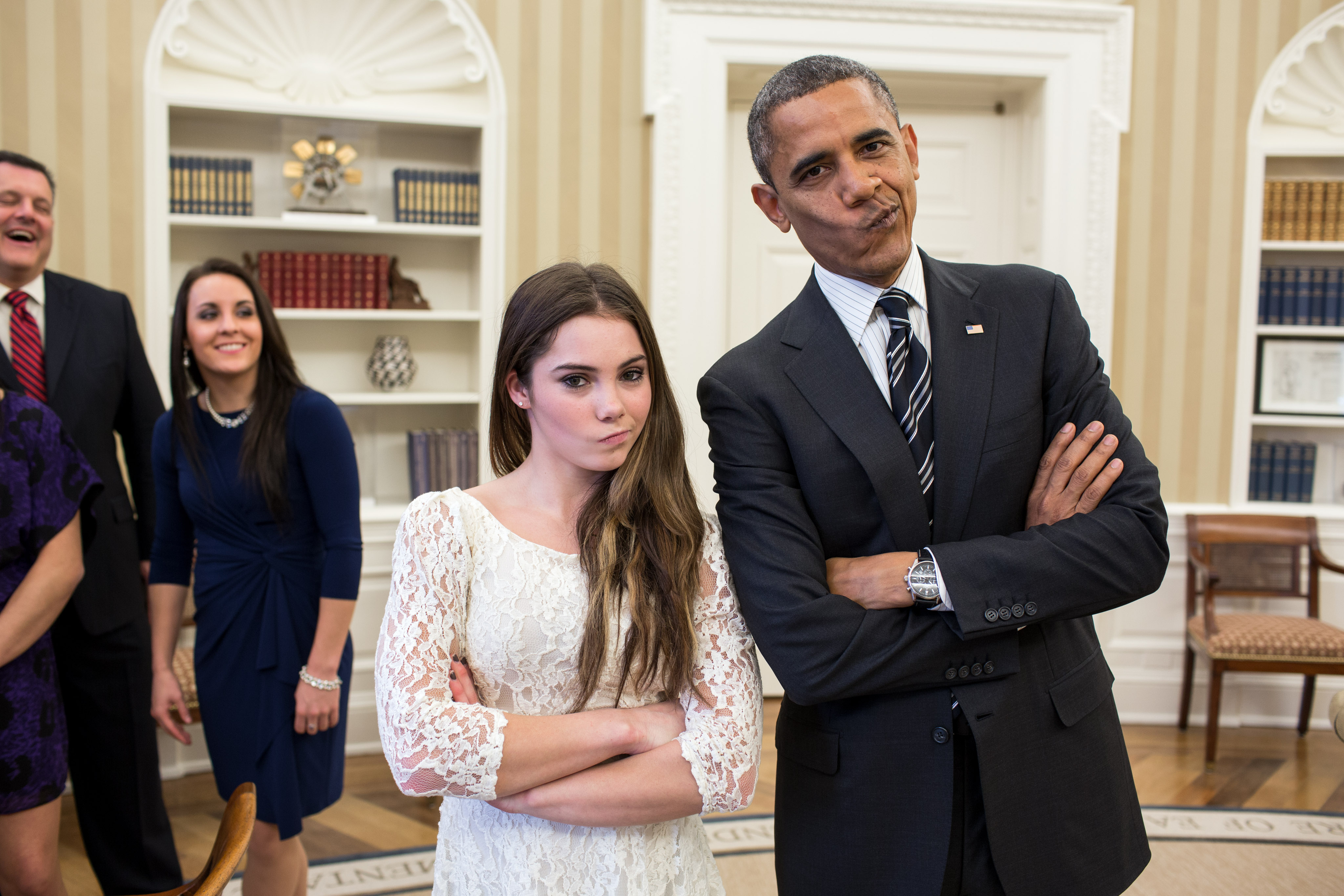
Barack Obama zusammen mit McKayla Maroney

Nach der Veröffentlichung am 2. Mai gegen 13 Uhr erhielt das Foto innerhalb kürzester Zeit enorme Klickzahlen. Um 20 Uhr war es bereits etwa 600.000 Mal angesehen worden, nach 25 Stunden stand der Klickzähler bei etwa 1,4 Millionen. Laut Flickr hatte bis dahin kein Foto in solch kurzer Zeit so viele Klicks erhalten. In einer im September 2014 veröffentlichten Liste der meistgesehenen Flickr-Fotos belegte Situation Room mit über 2,7 Millionen Klicks Platz 4 und lag damit einen Rang vor einem anderen Bild Souzas aus dem Jahr 2012, das Obama zusammen mit der Kunstturnerin McKayla Maroney zeigt. Ende 2018 hatte Situation Room fast 3 Millionen Klicks. Die anderen Bilder der Serie vom 2. Mai hatten im Vergleich dazu deutlich weniger Klicks (zwischen 290.000 und 570.000), die Ende 2011 veröffentlichten Fotos lagen deutlich unter 100.000 Klicks.
Am 6. Mai, also vier Tage nach der Veröffentlichung des Fotos, wurde in der englischsprachigen Wikipedia unter dem Lemma The Situation Room ein Artikel zu der Fotografie angelegt. Zwar stellte der Artikel in seiner ersten Version klar, dass es noch keinen offiziellen Titel für die Fotografie gebe und sie nur unter dem Namen P050111PS-0210 auf Flickr veröffentlicht wurde, durch die Wahl des Lemmas etablierte er jedoch selbst den Titel für das Foto.
Trotz eines Hinweises auf Flickr, der die Manipulation der Fotografie verbot, erschien im Internet eine Vielzahl von Mashups und Verfremdungen von Situation Room. Einige zeigen die fiktive Verlängerung des Raums auf der nicht zu sehenden Seite, auf die fast alle Anwesenden blicken. Auch Nachbildungen des Fotos mit Legofiguren existieren. Eine größere Zahl von Collagen fügte viele prominente Figuren hinzu und schuf damit Wimmelbilder im Stil von Wo ist Walter?. Mehrere Bilder greifen die Thematik von Computerspielen bzw. Ego-Shootern auf. So wurde in einem Bild die frühere US-Außenministerin Madeleine Albright mit einem Wii-Controller hinzugefügt. Ein anderes gab Obama ein Gamepad in die Hand. Auf einem weiteren wurde Robert Gates’ Kopf durch einen anderen ersetzt, der Kopfhörer trägt und dessen Gesichtsausdruck Zustimmung zeigt. Daneben ist „BOOM!!! HEADSHOT!!!“ (deutsch „Bumm! Kopfschuss!“) zu lesen. Auch eine Verwandlung der abgebildeten Personen in Superhelden von Marvel und DC wurde veröffentlicht. Darauf erscheint Obama als Captain America, Webb als Superman und Clinton als Wonder Woman, Mullen ist als Spiderman und Donilon als Batman zu sehen. Auch das dritte Bild der Serie, auf dem Obama überdimensioniert von hinten zu sehen ist, wurde auf diese Weise verändert, indem Obama das Cape von Superman verpasst wurde. Andere Memes duplizierten Elemente der Fotografie. So wurde in einem Bild Obamas Kopf auf alle anderen Körper montiert. Ein anderes fügte zu allen außer Webb Clintons rechte Hand vor dem Mund hinzu.